# Plaques de matrícula de França

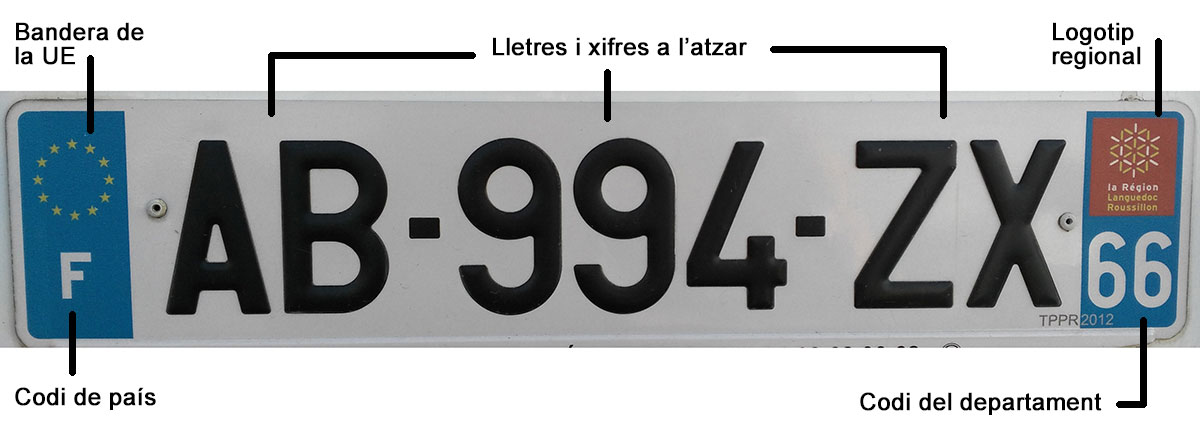
Matrícula francesa actual i explicació del sistema que s'utilitza.

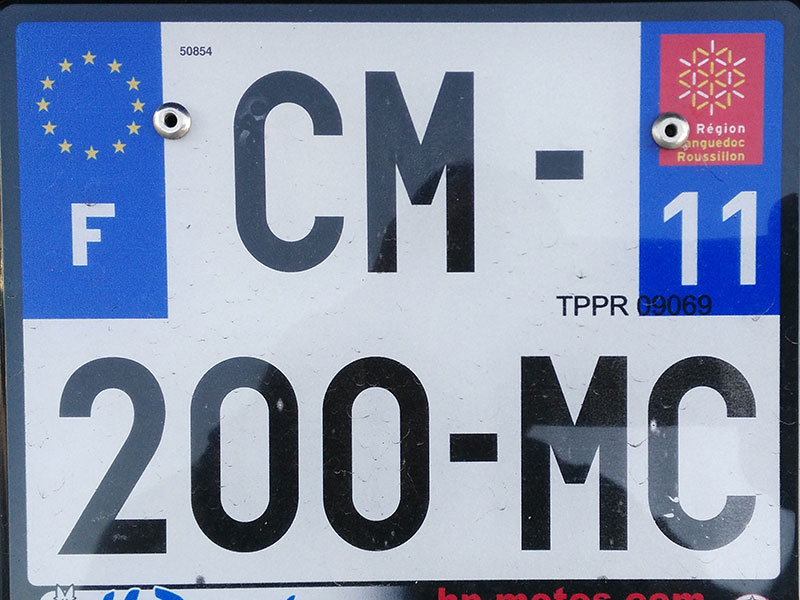
Model de matrícula quadrada.

Les plaques de matrícula dels vehicles de França segueixen un sistema anomenat SIV (Système d'Immatriculation des Véhicules) introduït a partir de l'abril de 2009 i format per una combinació de dues lletres més tres xifres i un segon grup de dues lletres més separats tots per guionets (per exemple,  AB-123-AB). S'hi afegeix una segona franja blava a la dreta de la placa on s'hi representa el codi del departament i logotip de la regió a la qual pertany.
Els caràcters són de color negre sobre fons reflectant blanc i les seves mides acostumen a ser les mateixes que els de la resta de països de la Unió Europea. Com a país membre de la UE també porta la secció blava a l'extrem esquerre amb les estrelles en cercle de la UE i el codi internacional del país, F, comú a la resta de plaques de la Unió Europea.
Els vehicles matriculats anteriorment al 2009 continuen portant el model antic de matrícula, format per un grup tres o quatre xifres i dues o tres lletres (segons el departament) seguides de dues xifres que indiquen el codi del departament.

## Sistema de Matriculació de Vehicles
L'actual sistema de matriculació s'anomena Système d'Immatriculation des Véhicules (SIV) i és una combinació alfanumèrica, tal com s'ha explicat més amunt, única per a tot el país, sense indicar un codi geogràfic.

### Dimensions
Les dimensions de les plaques poden variar segons si porten o no la franja amb el distintiu regional i del departament. Aquestes són definides pel decret de febrer de 2009.
- Placa rectangular (1 línia): 520mm x 120mm (+/-2mm), caràcters 75mm(+/-5) x 39mm(+/-7), excepte M,W amb 43mm (+/-11) i 1 amb 25mm (+/-7) d'amplada. Amb franja dreta.
- Placa quadrada (2 línies): 275/300mm x 210mm (+10/-2), caràcters igual que el model rectangular. Amb franja dreta.
- Placa de motocicletes (2 línies): 170/210mm (+/-2) x 140mm (+10/-2), caràcters 45mm(+/-3) x 23mm(+/-6), excepte M,W amb 25mm(+/-6,5) i 1 amb 14,5(+/-4,5) d'amplada. Amb franja dreta.

### Numeració
La matrícula és assignada al vehicle fins que aquest es dona de baixa.
El principi de numeració és el següent:
- AA-001-AA a AA-999-AA (les xifres augmenten en primer lloc);
- AA-001-AB a AA-999-AZ (després augmenta la segona lletra del segon grup de la dreta);
- AA-001-BA a AA-999-ZZ (després la primera lletra del segon grup);
- AB-001-AA a AZ-999-ZZ (després la segona lletra del primer grup, situat a l'esquerra);
- BA-001-AA a ZZ-999-ZZ (i finalment la primera lletra del primer grup).

Les combinacions s'assignen de forma seqüencial i nacional (AA-001-AA a ZZ-999-ZZ). No és possible per al propietari escollir caràcters de la seva matrícula, però sí el codi regional.
La quantitat de combinacions atribuïbles a França pel nou sistema és de [(23 × 23) - 2] × 999 × 23 × [(23) - 1] = 277.977.744, amb l'exclusió de les lletres I, O i U degut a la seva semblança amb l'1, el 0 i la V. Així com la sèrie "SS" i "WW" del bloc de l'esquerra i la sèrie "SS" de bloc de la dreta.
A raó de tres milions de nous vehicles matriculats per any la vida esperada del nou sistema és d'uns 80 anys.

## Tipografia

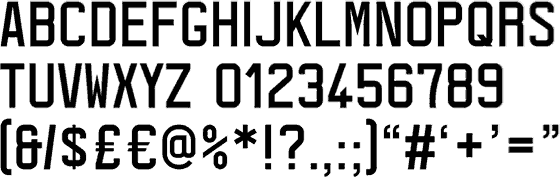
Font Lineto de les matrícules franceses anteriors al 2009.

El decret de 2009 no indica una tipografia oficial a utilitzar a les plaques, pel que es poden veure matrícules amb diferents tipografies. La llei només estableix directrius com que els caràcters han de ser de pal sec o sans-serif, monoespaiada i sense cap obertura en els caràcters tancats. La posició dels caràcters dins la placa també està regulat.
El sistema precedent a l'actual (el Fichier National des Immatriculations, abreujat FNI) utilitzava la font "Lineto", i avui en dia també és una de les fonts utilitzada juntament amb d'altres.
Les imatges mostren les diferents fonts tipogràfiques utilitzades a les noves plaques:

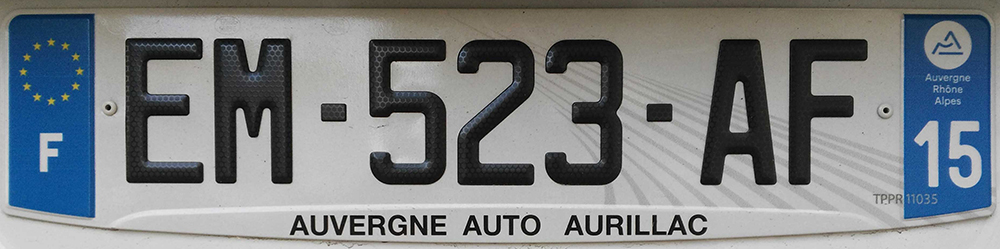
Font tipogràfica Lineto.
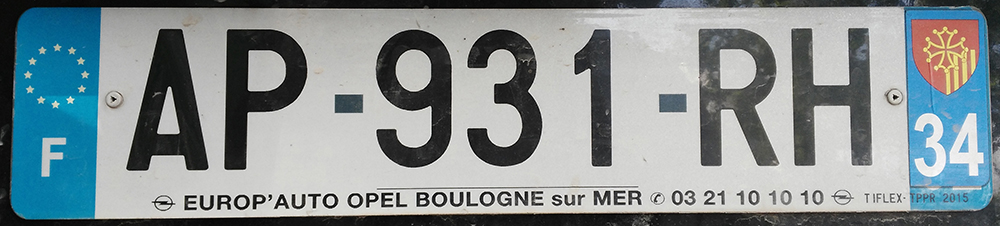
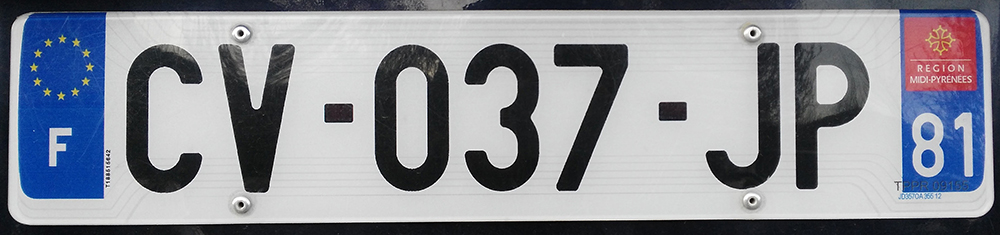
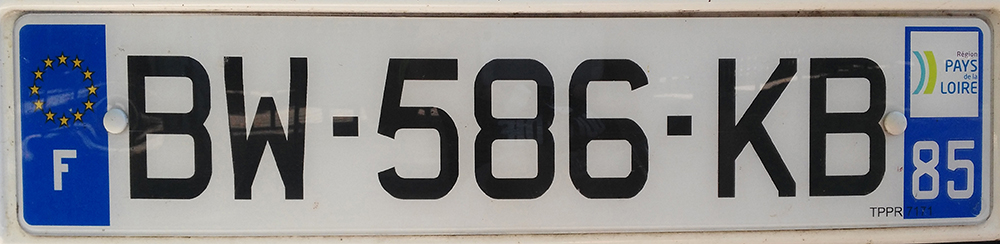
Tipografia que recorda a les plaques britàniques.

## Codificació

Mapa amb el codi dels 101 departaments existents actualment.

La reforma del sistema de matriculació actual (SIV) es va trobar amb una forta oposició a la eliminació del codi d'indicació del departament, 221 parlamentaris de l'Assemblea Nacional van fer campanya per retenir el que veien com una part de la identitat nacional francesa. El 28 octubre de 2008, mesos abans de la introducció del nou sistema, la ministra d'Interior, Michèle Alliot-Marie va reconèixer finalment el compromís d'incloure el codi del departament en una franja blava addicional a la dreta de les plaques.
Així doncs, la nova franja blava incorpora la identificació territorial del vehicle, que consisteix en el codi del departament a la part inferior i a la superior el logotip de la regió a la qual pertany el departament.
Ja que el codi del departament no s'utilitza per a fins administratius, els propietaris d'automòbils poden triar el codi del departament que vulguin, sense importar on resideixin. Però el codi ha de mostrar-se juntament amb el logotip de la regió corresponent. Està prohibit barrejar el logotip d'una regió i el codi d'un departament al qual no pertany. El codi de departament pot canviar en qualsevol moment sense cap canvi en els documents de registre de la matrícula.
Els codis contenen dos nombres, per exemple, 01 de l'Ain o el 66 dels Pirineus Orientals. No obstant això, existeixen algunes excepcions. Els dos departaments de Còrsega, Còrsega del Sud i Alta Còrsega utilitzen el 2A i 2B, ja que es van crear el 1976 quan el departament de Còrsega (20) es va dividir en dos. Mentre que els departaments d'ultramar tenen codis de tres dígits, començant amb 97, que originalment era l'únic codi per a tots ells. Per exemple, el codi 971 representa a Guadalupe, el 972 a Martinica, el 973 a la Guaiana Francesa, el 974 a la Reunió i el 976 a Mayotte.
Poc abans de la introducció del sistema, es va demanar a les regions franceses que escollissin el símbol que els representés a les plaques. La gran majoria varen triar els seus logotips, excepte Alsàcia, que va optar pel seu escut d'armes i Bretanya i Còrsega, que van triar les seves respectives banderes.

### Logotips regionals
Els logotips regionals que es poden veure a les matrícules actuals, tant poden pertànyer a les 26 regions (22 a la França metropolitana i 5 d'ultramar) existents entre els anys 1982 i 2015, com a les noves regions instituïdes a partir del gener del 2016, any en què es va fer efectiva la reducció a només 18 regions (13 regions metropolitanes i 5 d'ultramar).

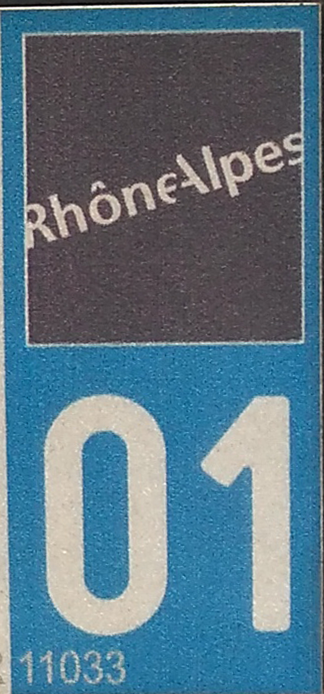
Logotip de l'antiga regió Roine-Alps i codi de l'Ain.
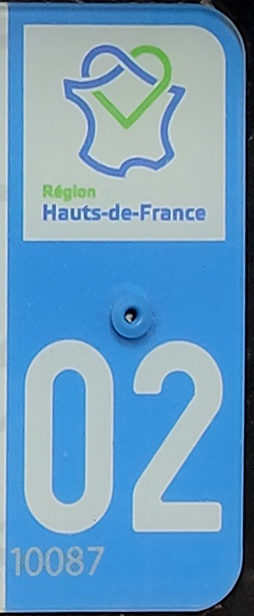
Logotip de la regió Alts de França i codi de l'Aisne.
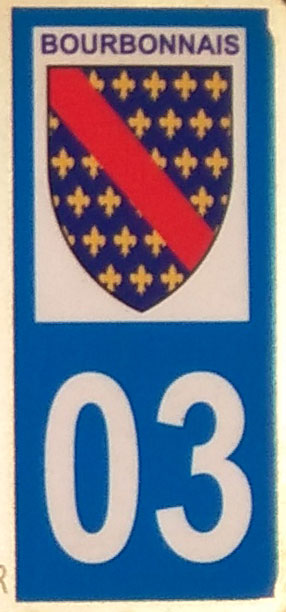
Escut de l'antiga regió Bourbonnais i codi d'Alier.
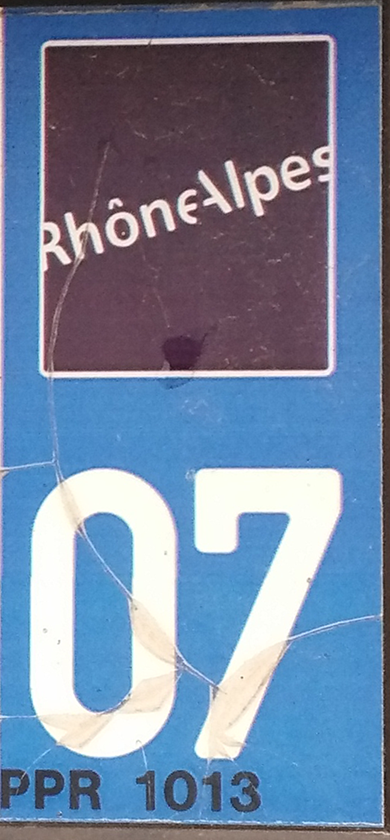
Logotip de l'antiga regió Roine-Alps i codi de l'Ardecha.
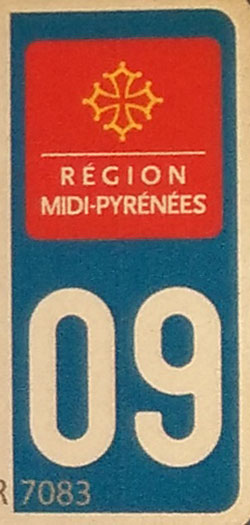
Logotip de l'antiga regió Migdia-Pirineus i codi de l'Arieja.
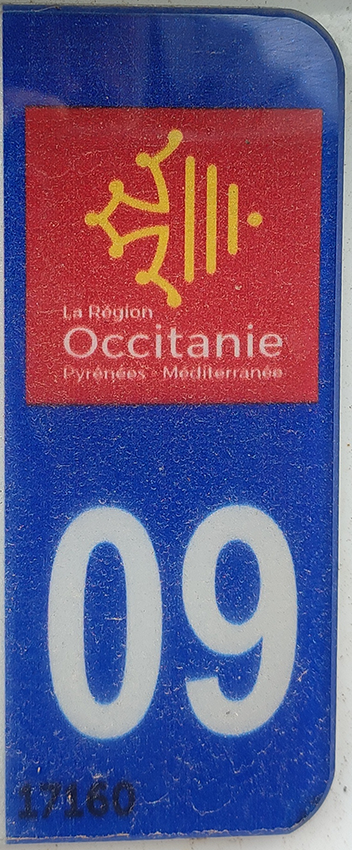
Logotip de la regió d'Occitània i codi de l'Arieja.
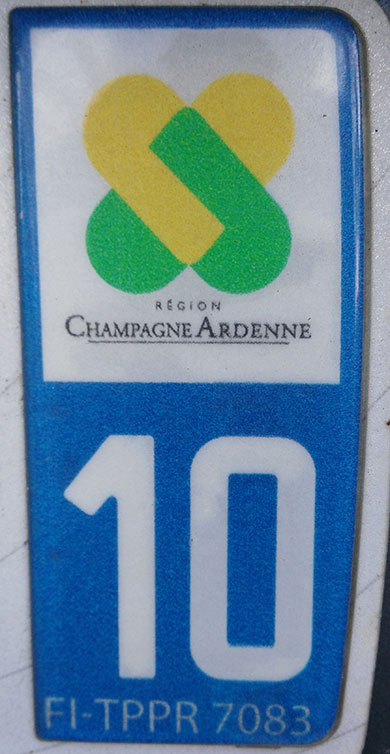
Logotip de l'antiga regió Xampanya-Ardenes i codi de l'Aube.
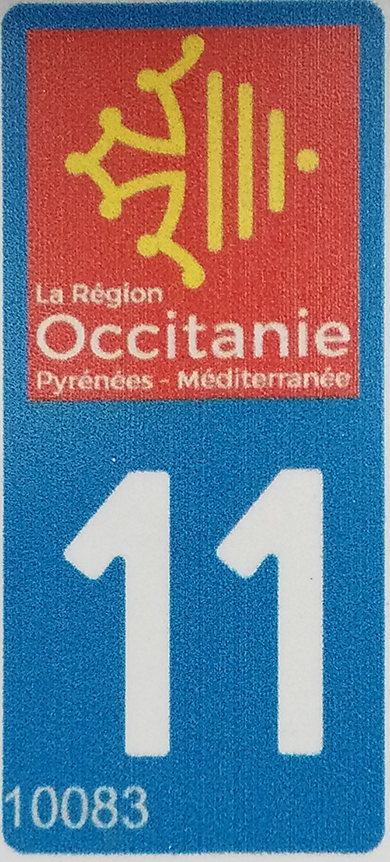
Escut de la regió d'Occitània i codi de l'Aude.
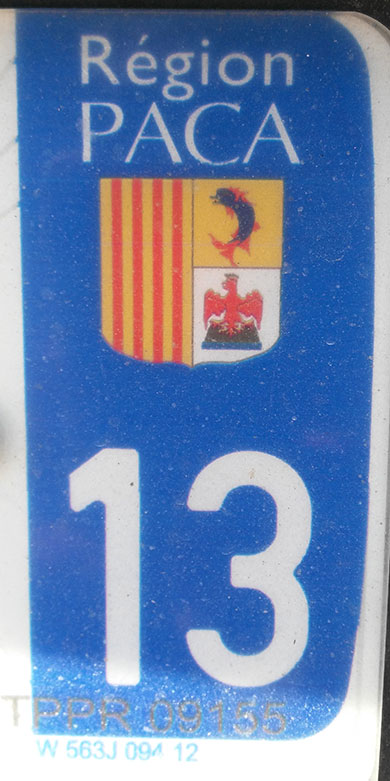
Logotip de l'antiga regió Provença – Alps – Costa Blava i codi de les Boques del Roine.
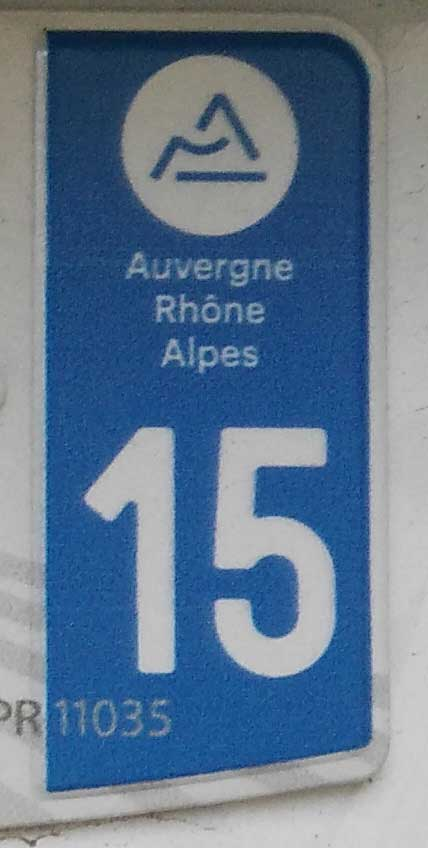
Logotip de l'Alvèrnia-Roine-Alps i codi de Cantal.
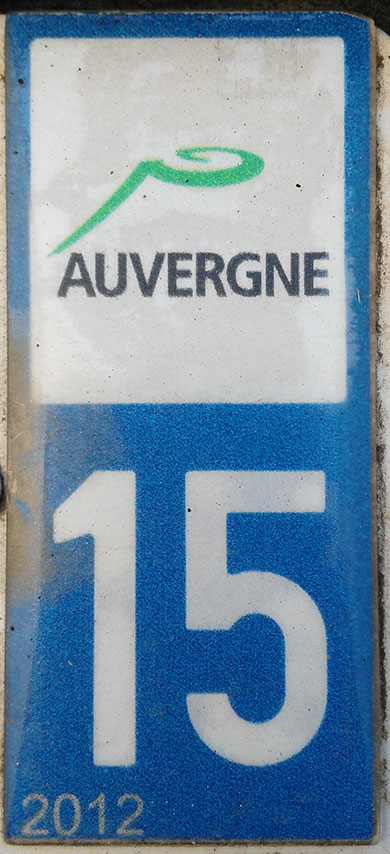
Logotip de l'antiga regió Alvèrnia i codi de Cantal.
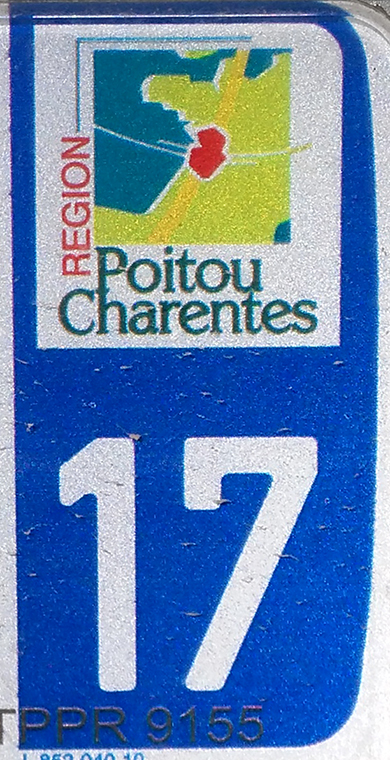
Logotip de l'antiga regió Poitou-Charentes i codi de Charente Marítim.
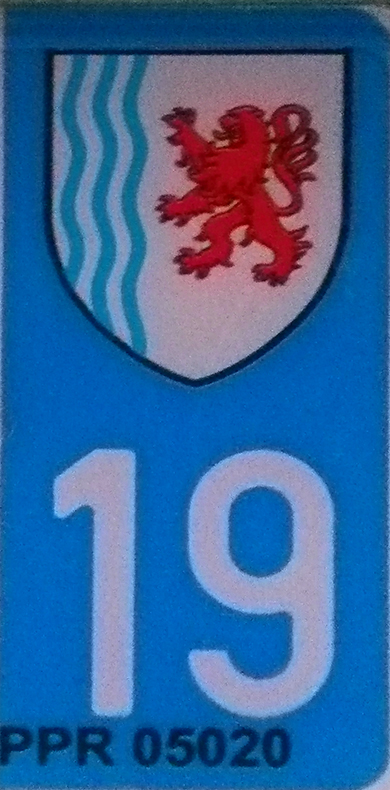
Escut de la regió Nova Aquitània i codi de Corresa.
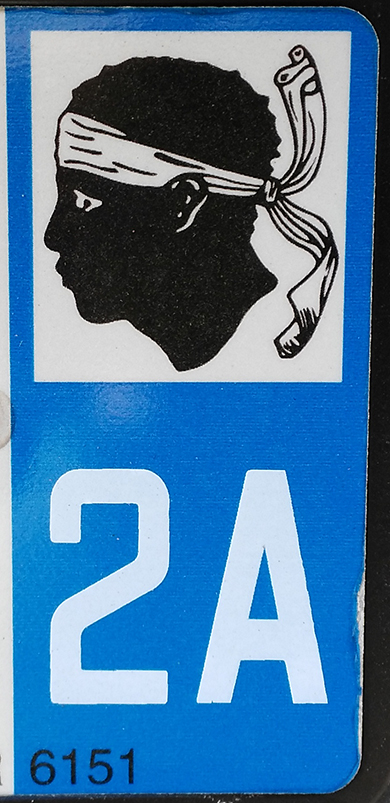
Bandera de Còrsega i codi de Còrsega del Sud.
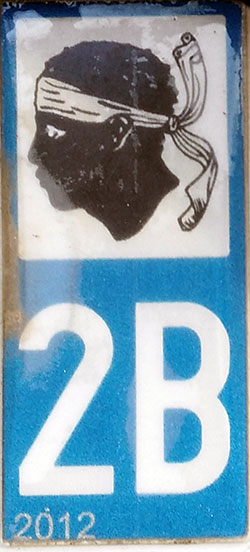
Bandera de Còrsega i codi de l'Alta Còrsega.
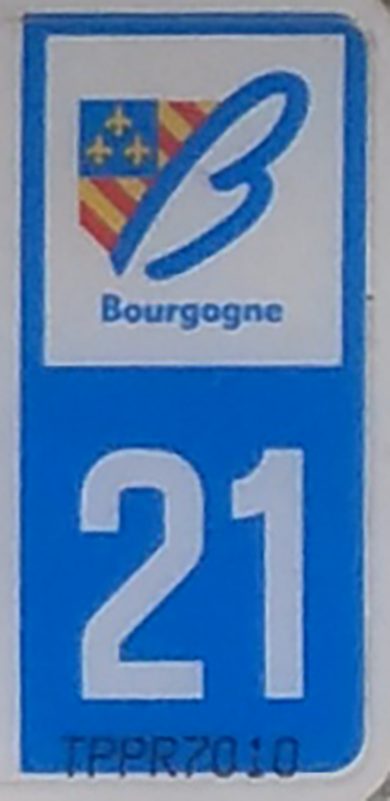
Logo de l'antiga regió de la Borgonya i codi de Costa d'Or.
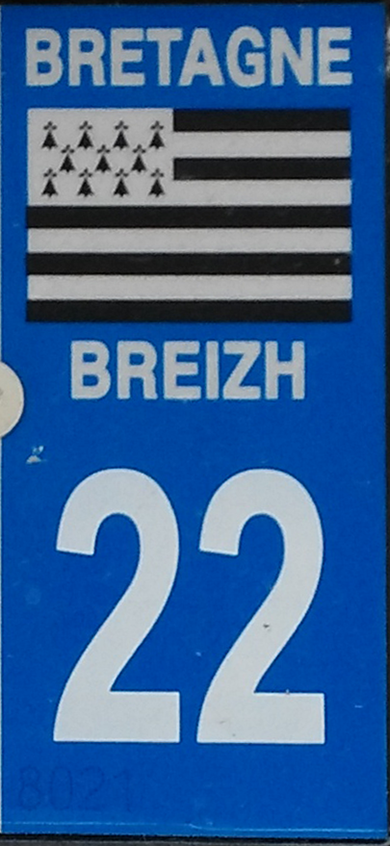
Bandera de la Bretanya i el codi de les Costes del Nord.
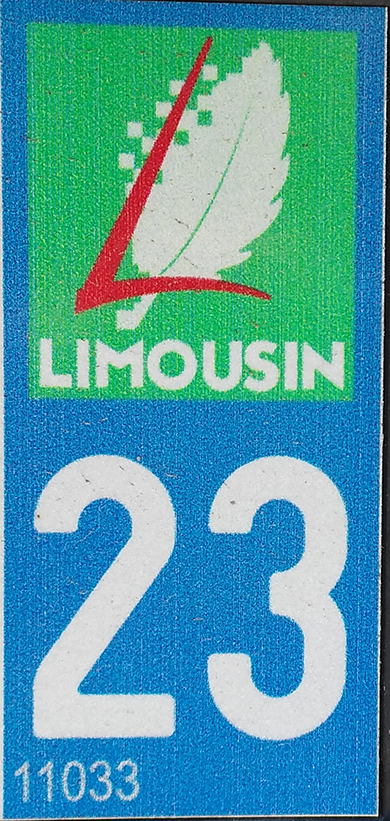
Logotip de l'antiga regió del Llemosí i codi de Cruesa.
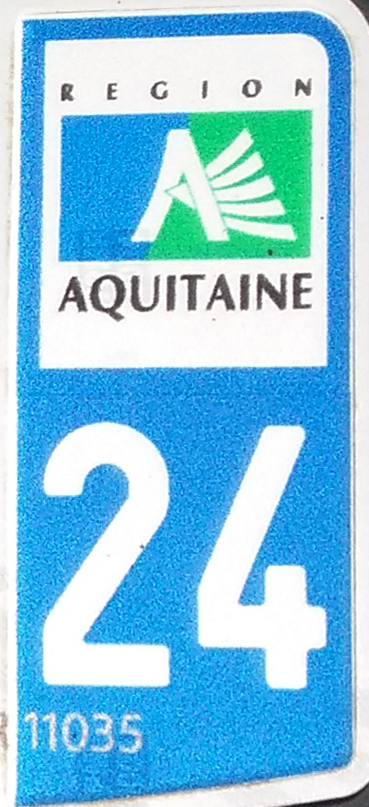
Logotip de l'antiga regió d'Aquitània i codi de Dordonya.
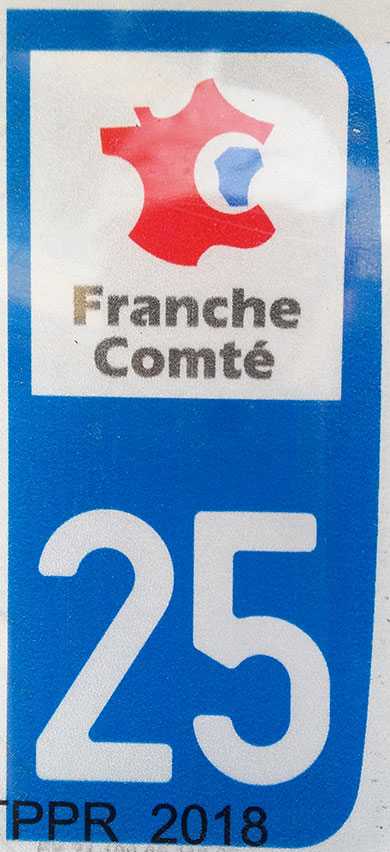
Logotip de l'antiga regió Franc Comtat i codi de Doubs.
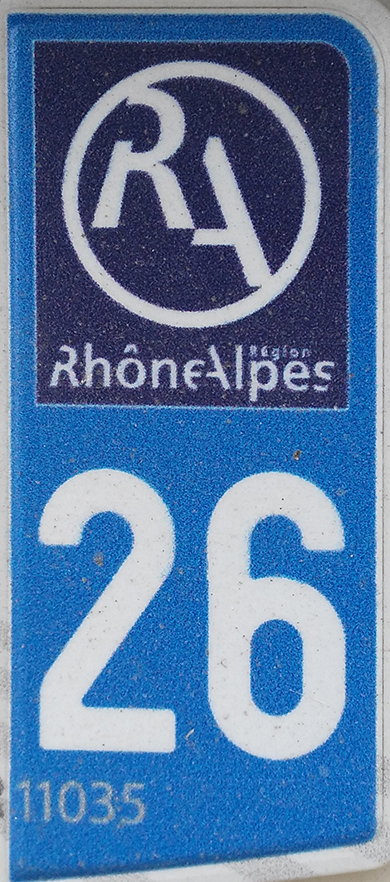
Logotip de l'antiga regió Roine-Alps i codi de Droma.
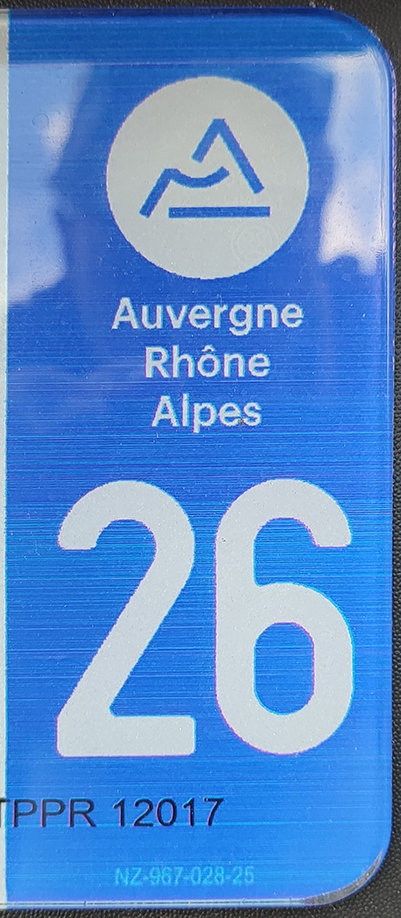
Logotip de la regió Alvèrnia-Roine-Alps i codi de Droma.
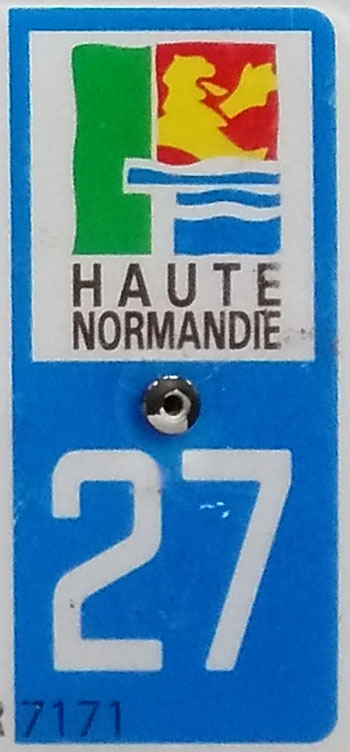
Logotip de l'antiga regió d'Alta Normandia i codi de l'Eure.
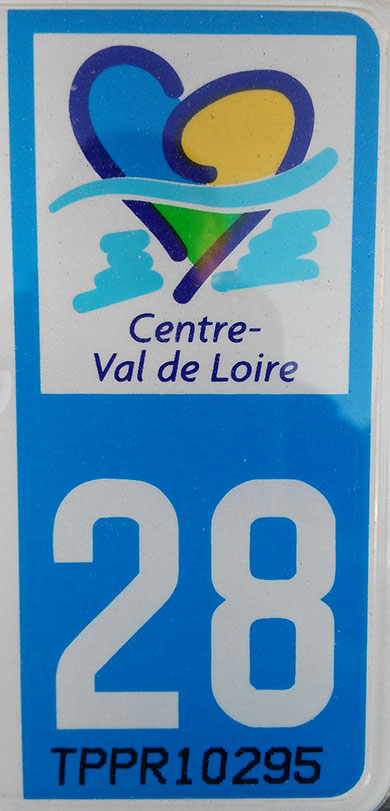
Logotip de la regió Centre – Vall del Loira i codi de l'Eure i Loir.
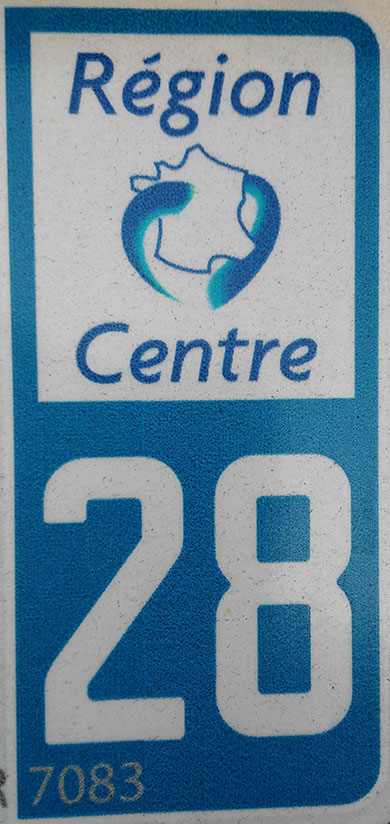
Logotip de l'antiga regió Centre i mateix codi anterior.
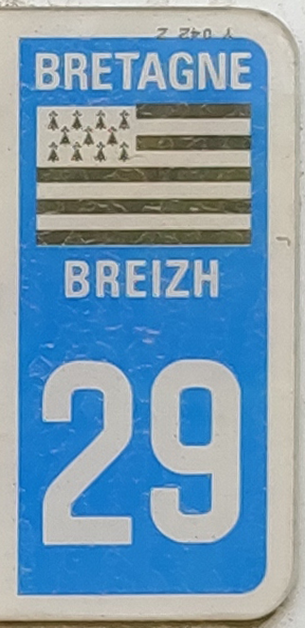
Bandera de la Bretanya i el codi de Finisterre.
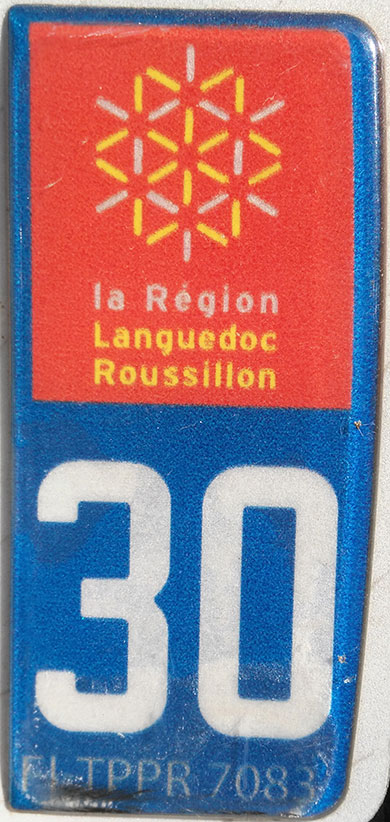
Logotip de l'antiga regió Llenguadoc-Rosselló i codi de Gard.
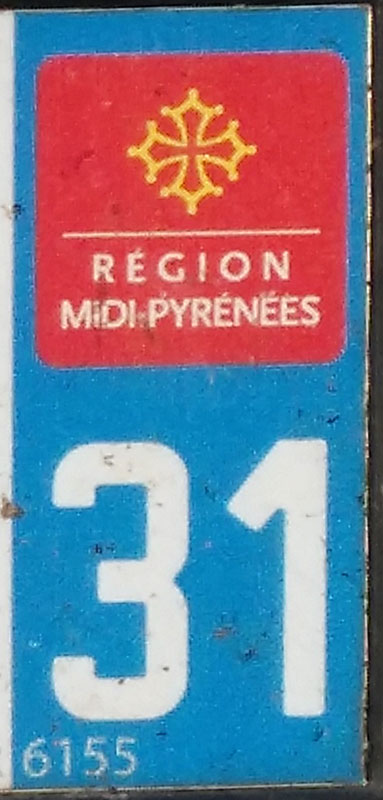
Logotip de l'antiga regió Migdia-Pirineus i codi de l'Alta Garona.
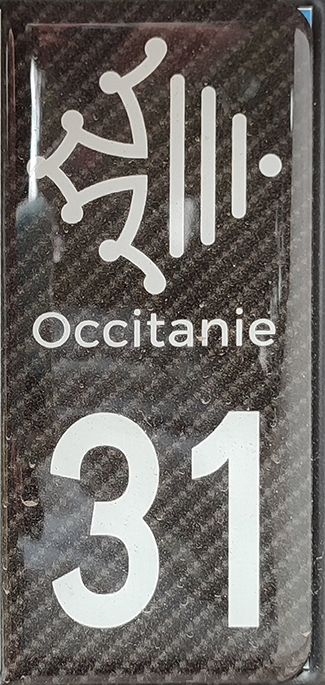
Escut de la regió d'Occitània i codi de l'Alta Garona.
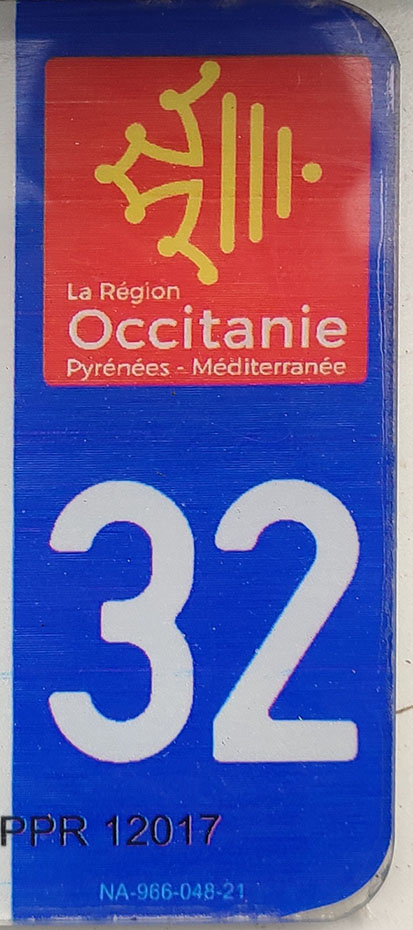
Logotip de la regió d'Occitània i codi de Gers.
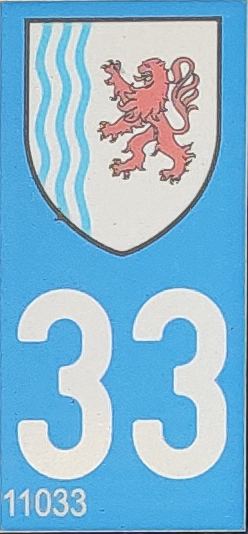
Escut de la regió Nova Aquitània i codi de Gironda.
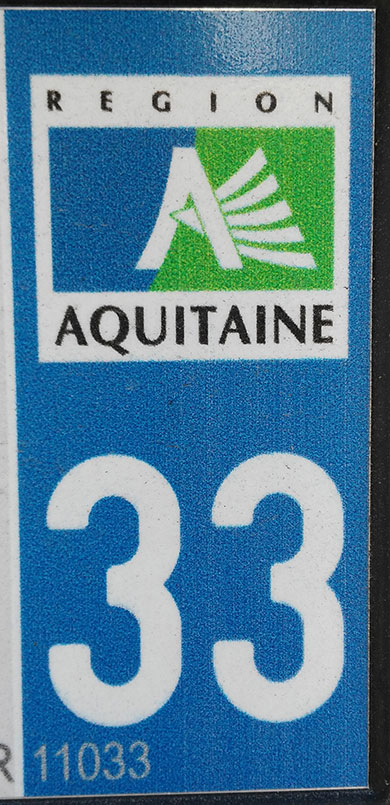
Logotip de l'antiga regió d'Aquitània i codi de Gironda.
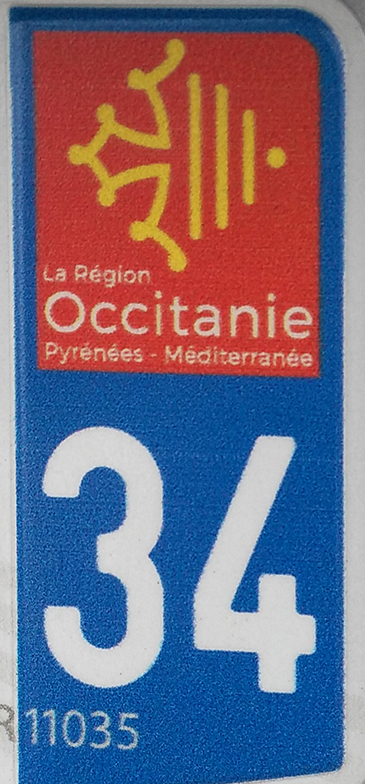
Escut de la regió d'Occitània i codi de l'Hérault.
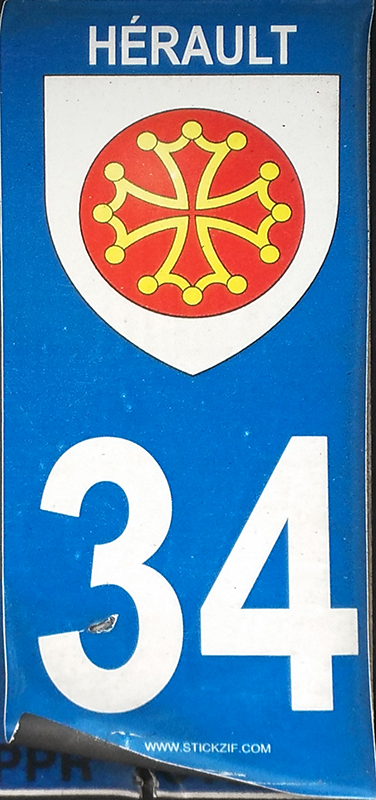
Logotip del departament de l'Hérault i el seu codi.
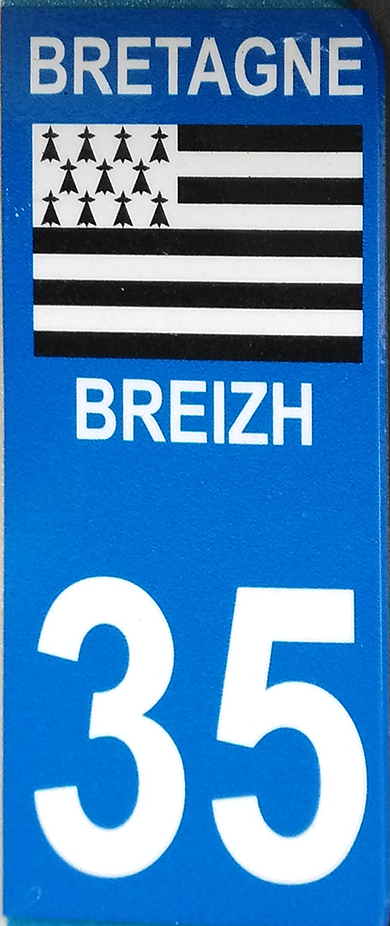
Bandera de la Bretanya i el codi d'Ille i Vilaine.
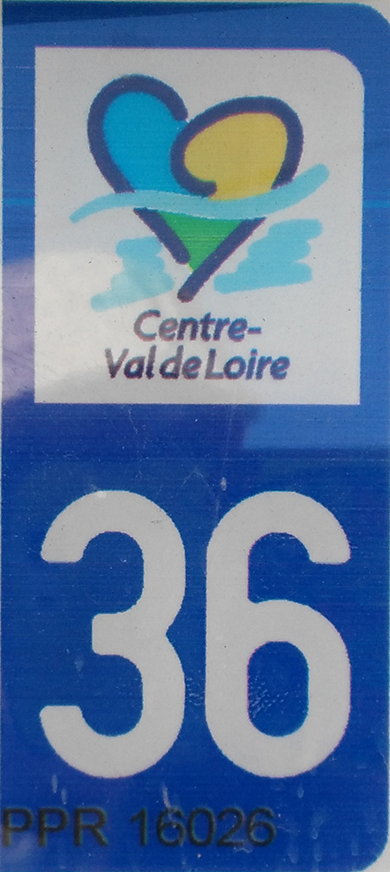
Logotip de la regió Centre – Vall del Loira i codi de l'Indre.
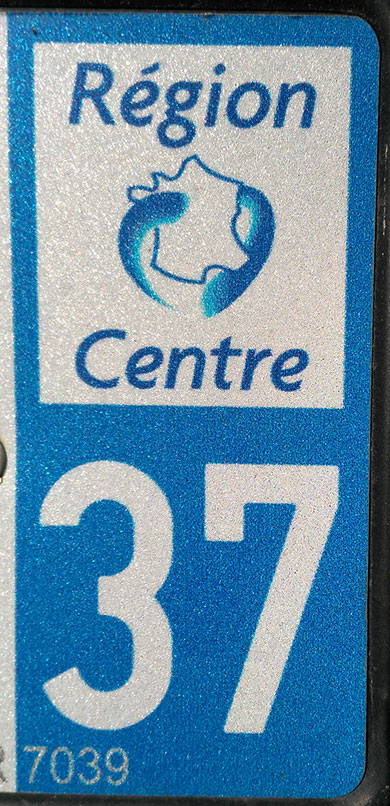
Logotip de l'antiga regió Centre i codi de l'Indre i Loira.
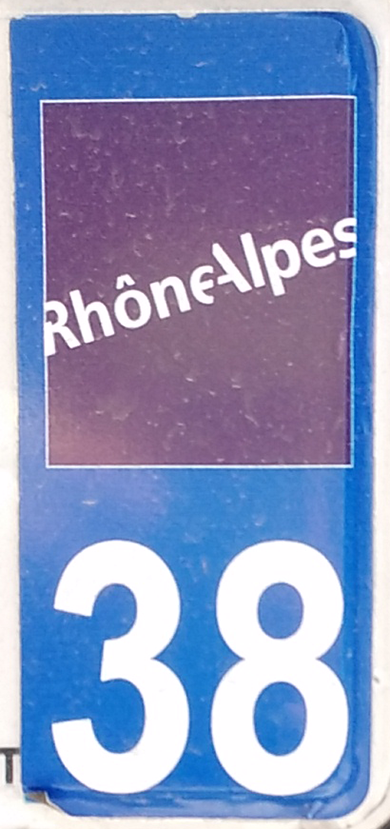
Logotip de l'antiga regió Roine-Alps i codi d'Isèra.
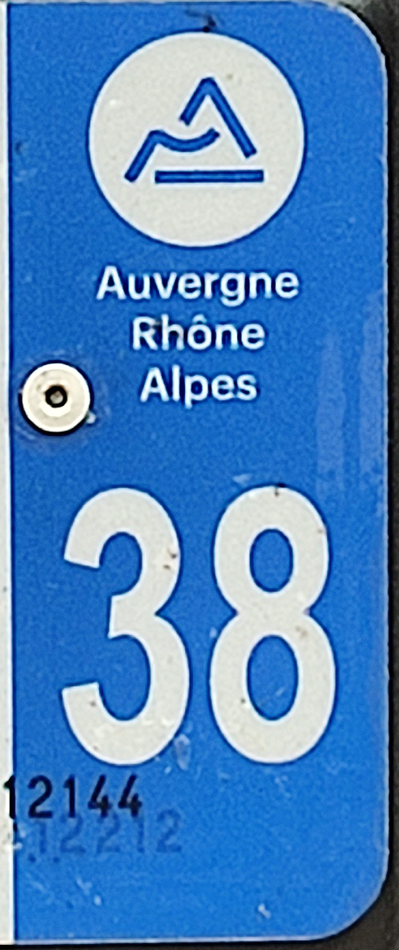
Logotip de la regió d'Alvèrnia-Roine-Alps i codi d'Isèra.
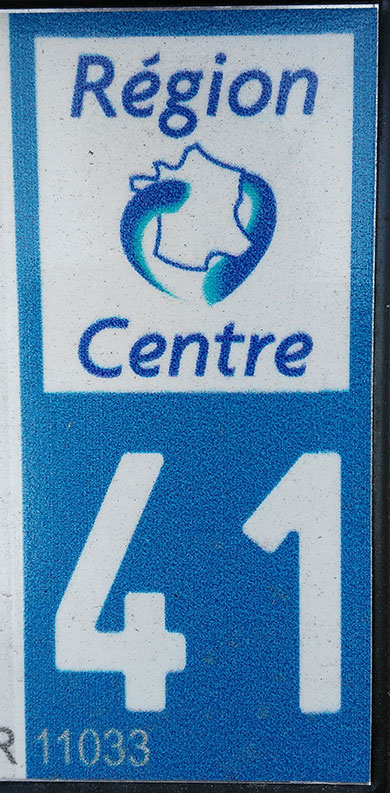
Logotip de l'antiga regió Centre i codi de Loir i Cher.
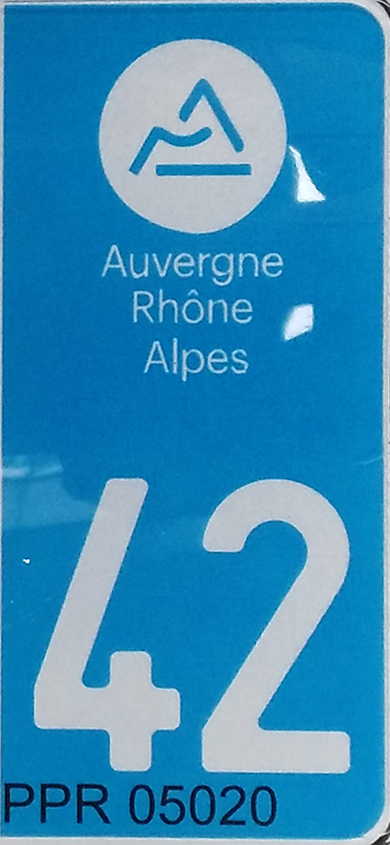
Logotip de la regió d'Alvèrnia-Roine-Alps i codi del Loira.
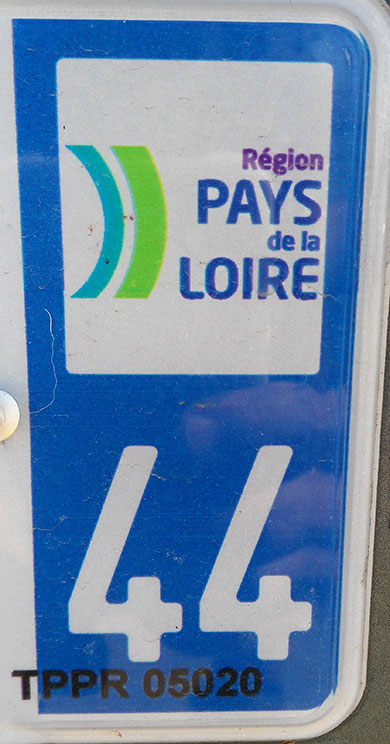
Logotip de la regió País del Loira i codi del Loira Atlàntic.
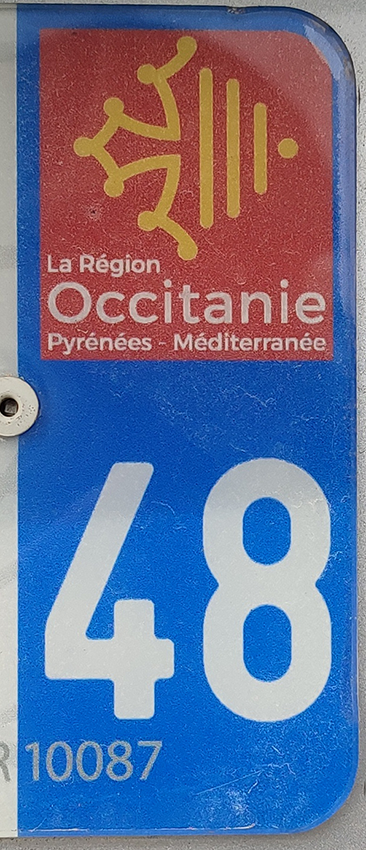
Logotip de la regió d'Occitània i codi de Losera.
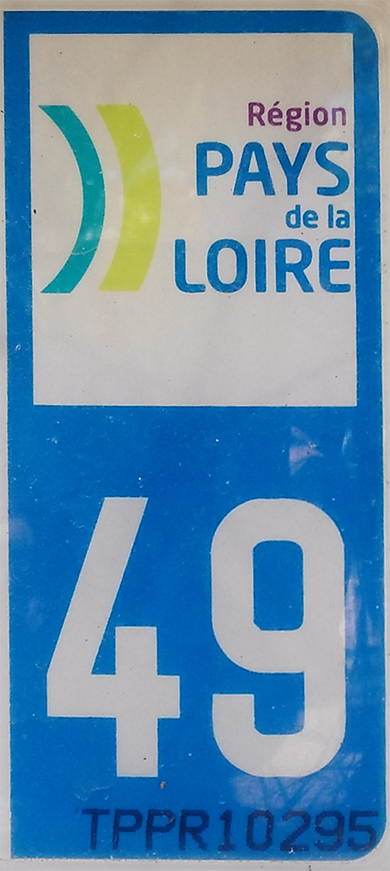
Logotip de la regió País del Loira i codi de Maine i Loira.
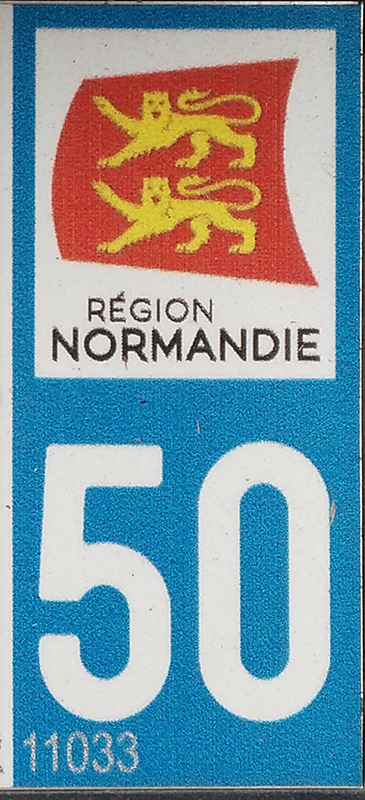
Logotip de la Normandia i codi de la Manche.
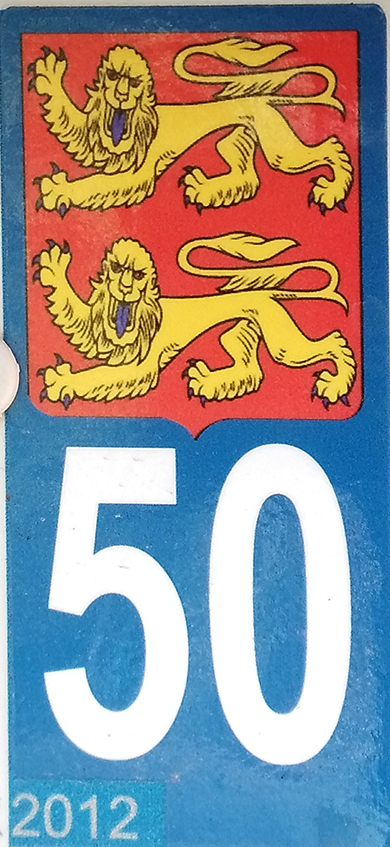
Escut de la Normandia i mateix codi anterior.
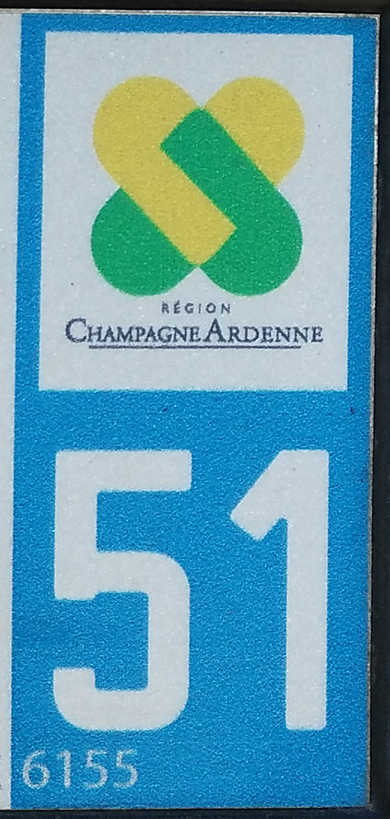
Logotip de l'antiga regió Xampanya-Ardenes i codi del Marne.
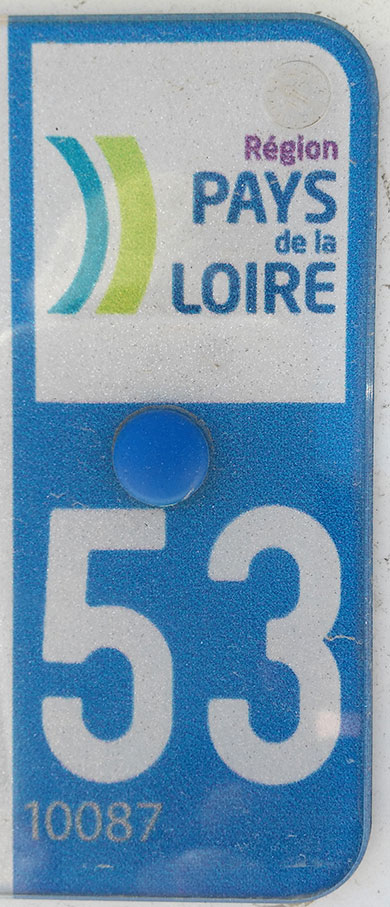
Logotip de l'antiga regió País del Loira i codi de Mayenne.
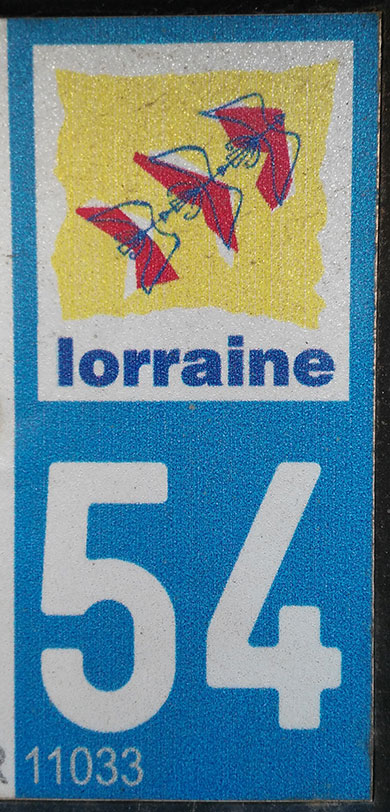
Logotip de l'antiga regió Lorena i codi de Meurthe i Mosel·la.
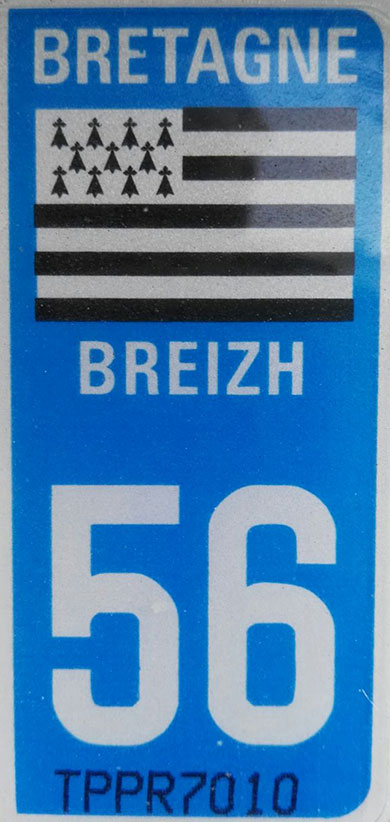
Bandera de la Bretanya i codi d'Ar Mor-Bihan.
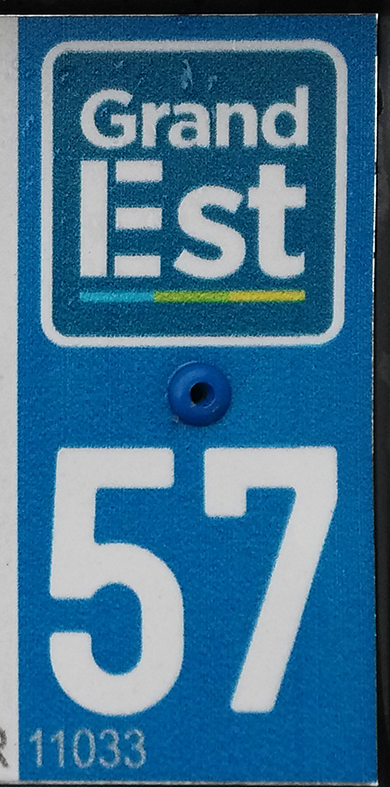
Logotip de la regió Gran Est i codi de Mosel·la.
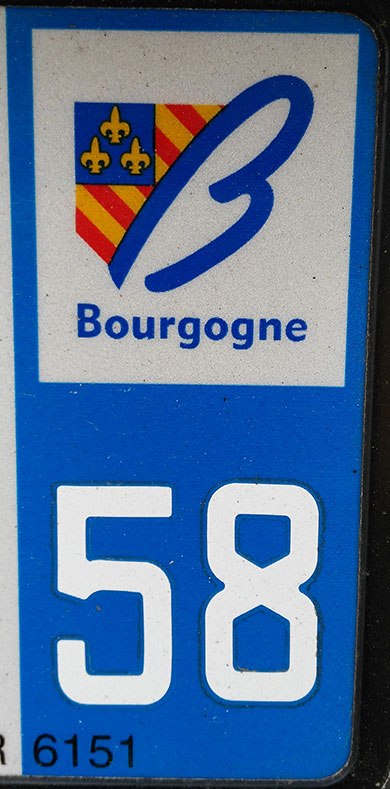
Logotip de l'antiga regió Borgonya i codi de Nièvre.
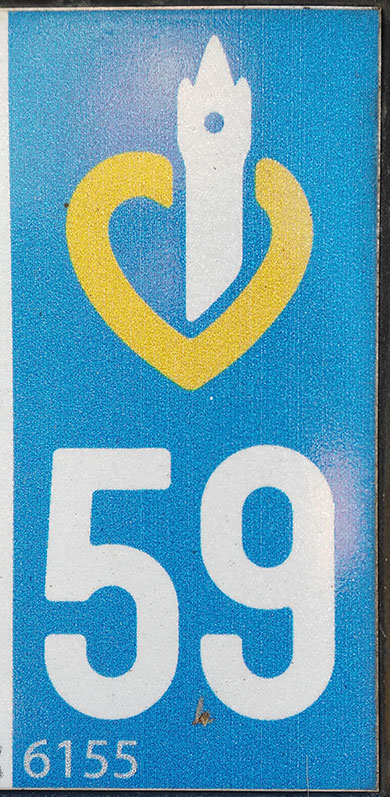
Logotip de l'antiga regió Nord – Pas de Calais i codi de Nord.
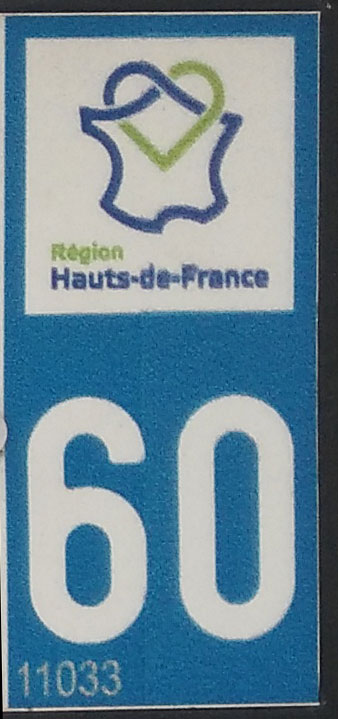
Logotip de la regió Alts de França i codi de l'Oise.
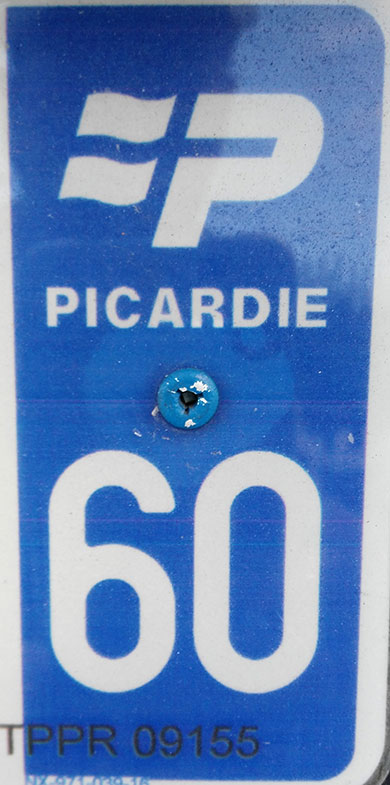
Logotip de l'antiga regió Picardia i mateix codi anterior.
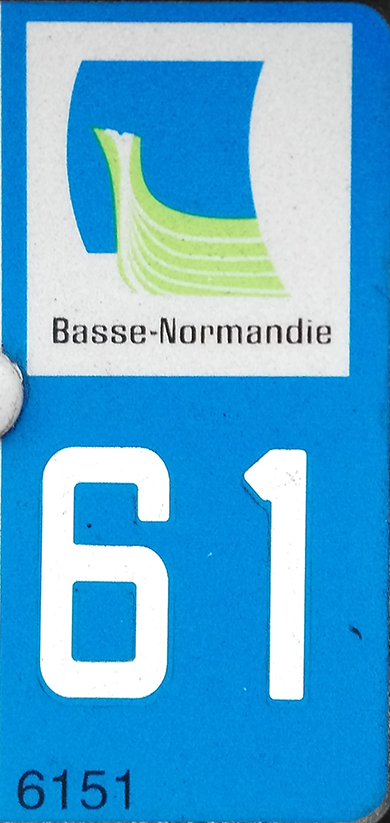
Logotip de l'antiga regió de la Baixa Normandia i codi de l'Orne.
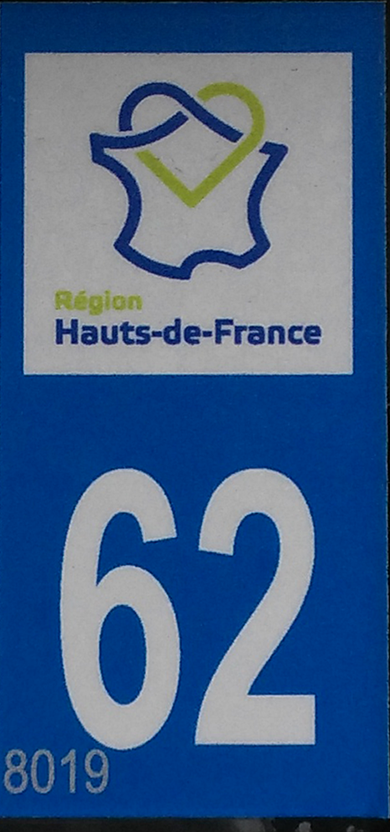
Logotip de la regió Alts de França i codi de Pas de Calais.
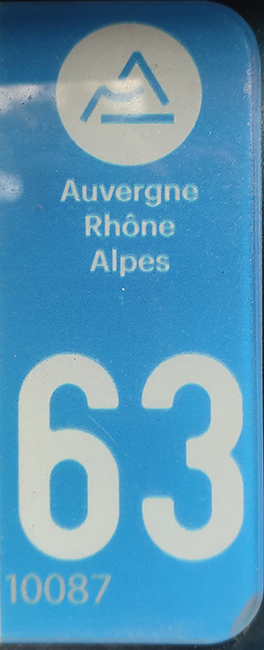
Logotip de la regió Alvèrnia-Roine-Alps i codi de Puèi Domat.
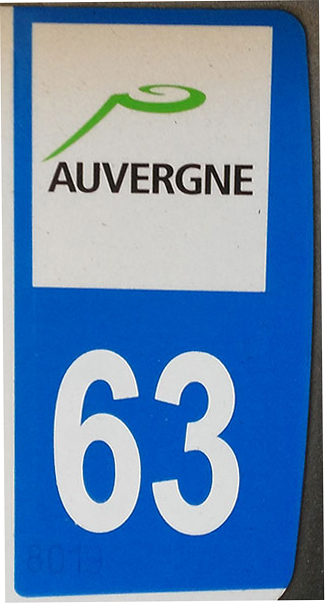
Logotip de l'antiga regió d'Alvèrnia i codi de Puèi Domat.
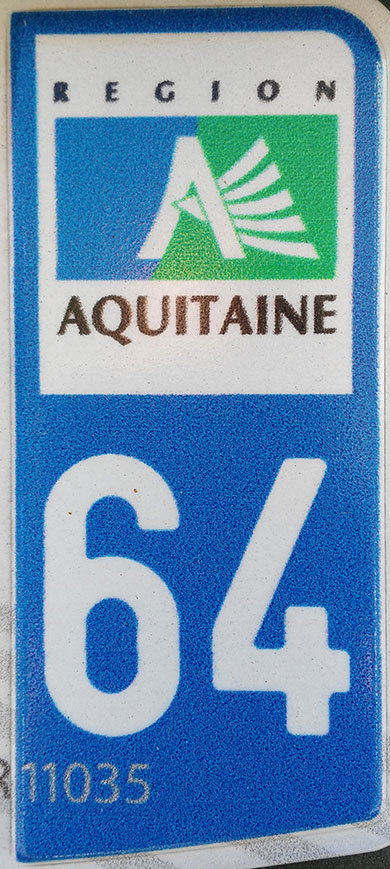
Logotip de l'antiga regió d'Aquitània i codi dels Pirineus Atlàntics.
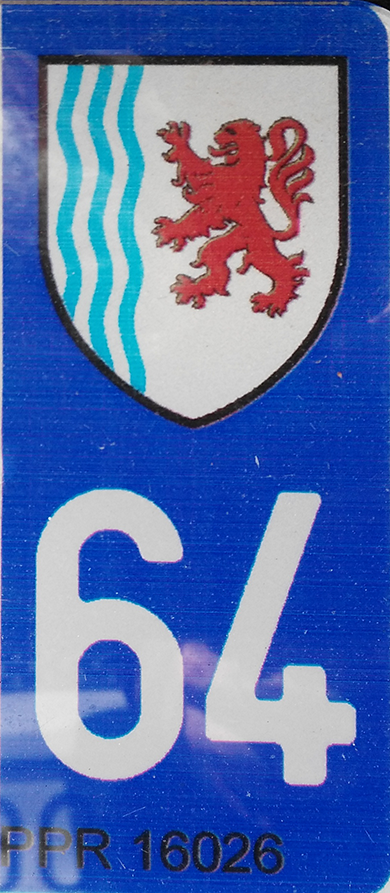
Logotip de la regió Nova Aquitània i codi dels Pirineus Atlàntics.
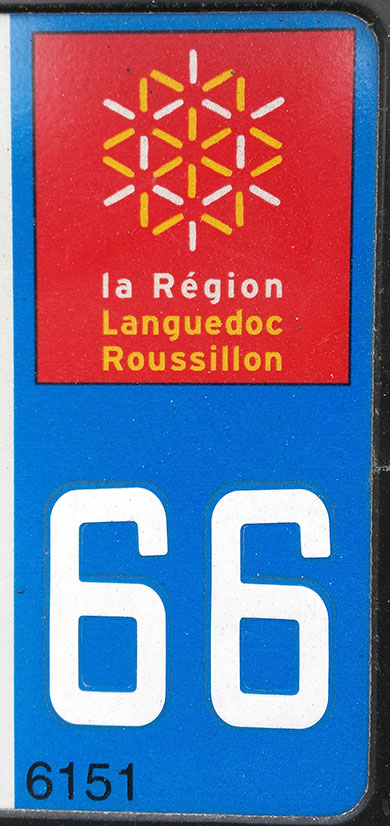
Logotip de l'antiga regió Llenguadoc-Rosselló i codi dels Pirineus Orientals.
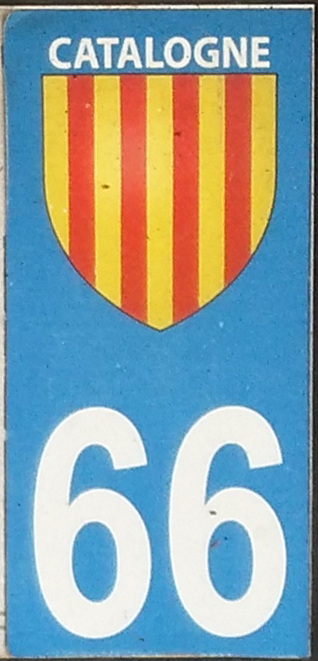
Escut de Catalunya i també del departament dels Pirineus Orientals amb el seu codi.
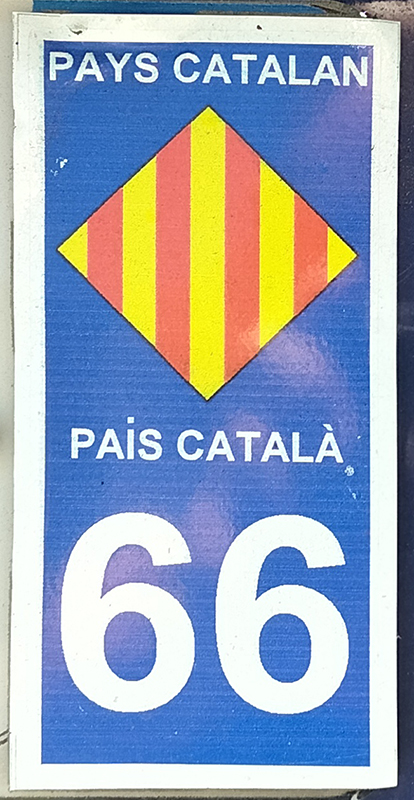
Logotip Pays Catalan/Pais Català i codi dels Pirineus Orientals.
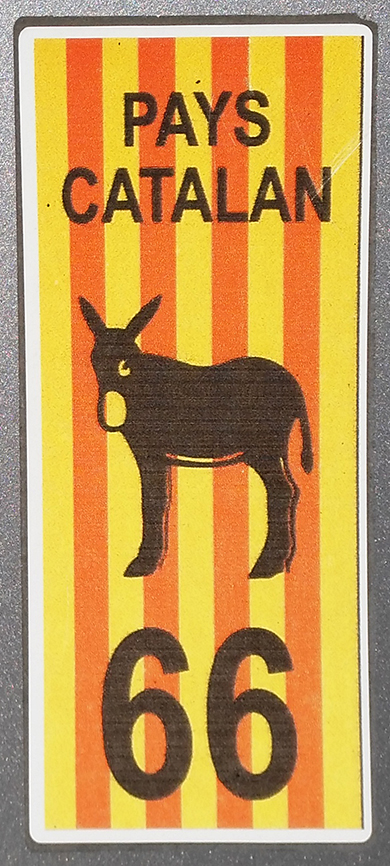
Logotip Pays Catalan, senyera, ruc català i codi dels Pirineus Orientals.
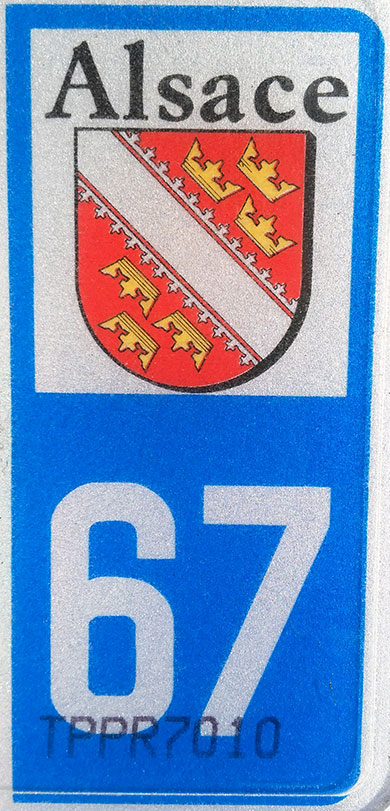
Escut de l'antiga regió d'Alsàcia i codi del Baix Rin.
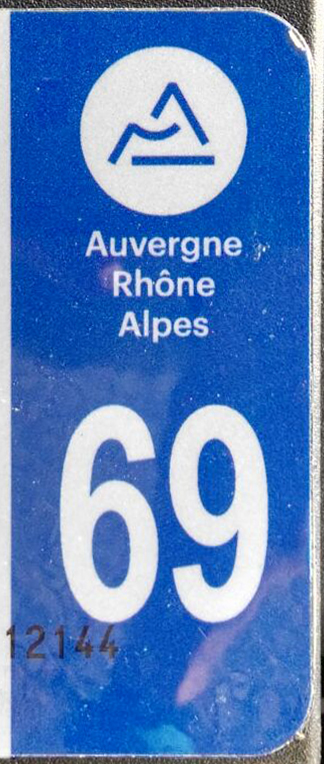
Logotip de la regió d'Alvèrnia-Roine-Alps i codi del Roine.
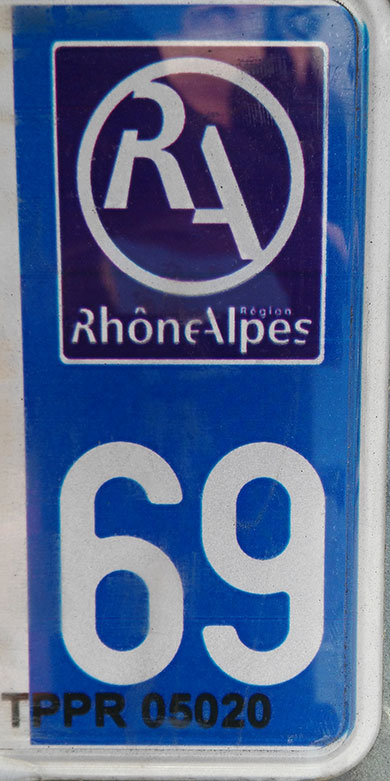
Logotip de l'antiga regió Roine-Alps i codi del Roine.
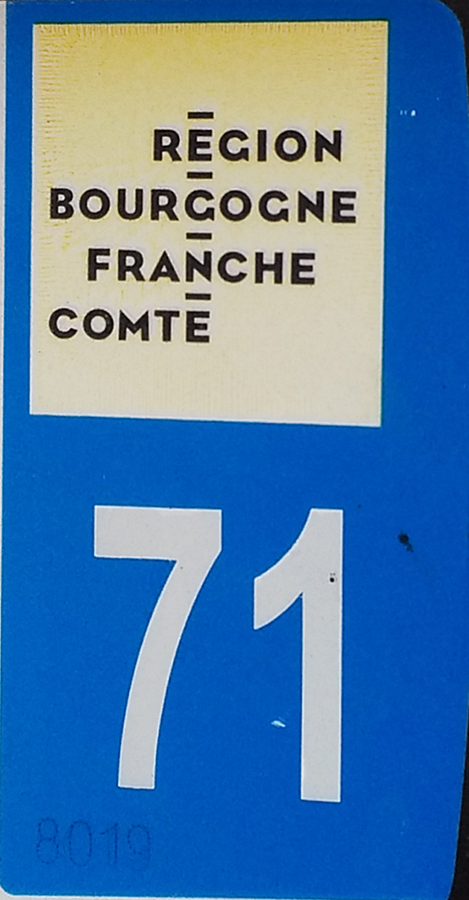
Logotip de la regió Borgonya-Franc Comtat i codi de Saona i Loira.
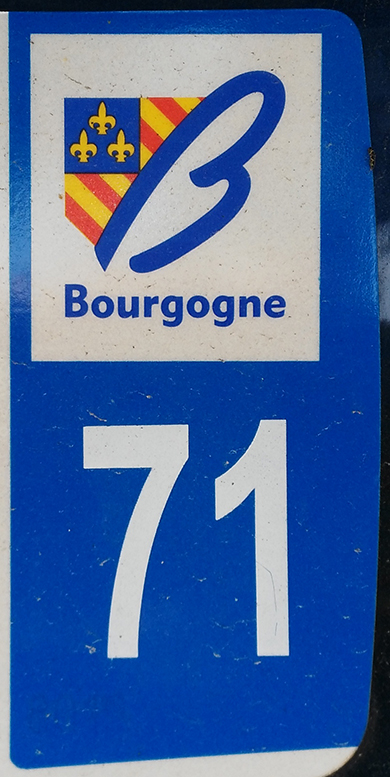
Logotip de l'antiga regió de la Borgonya i codi del Saona i Loira.
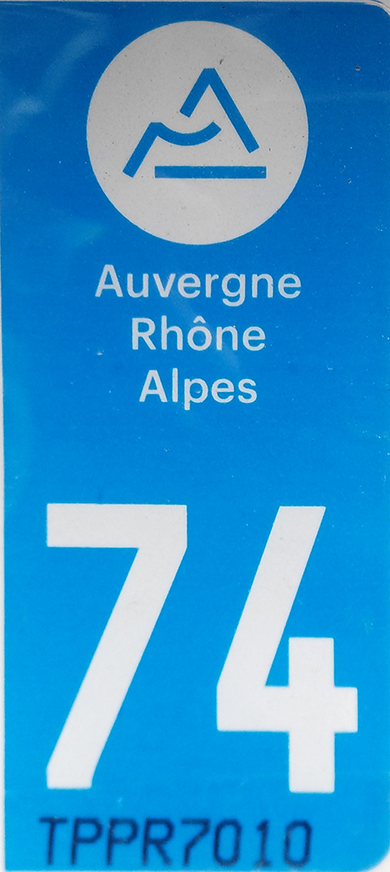
Logo de la regió d'Alvèrnia-Roine-Alps i codi de l'Alta Savoia.
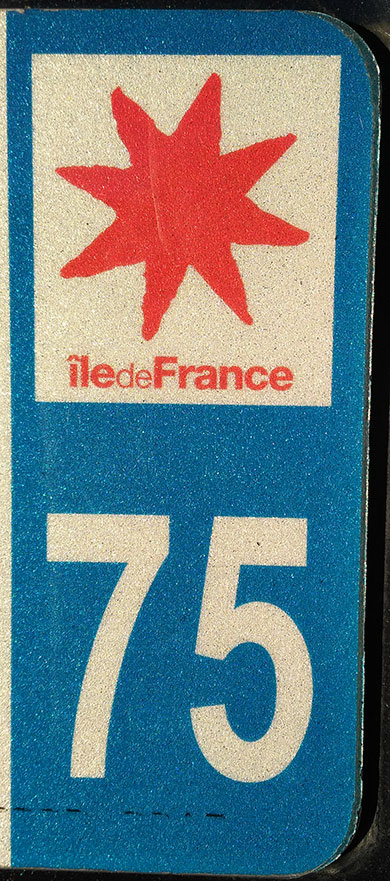
Logotip de la regió d'Illa de França i codi de París.
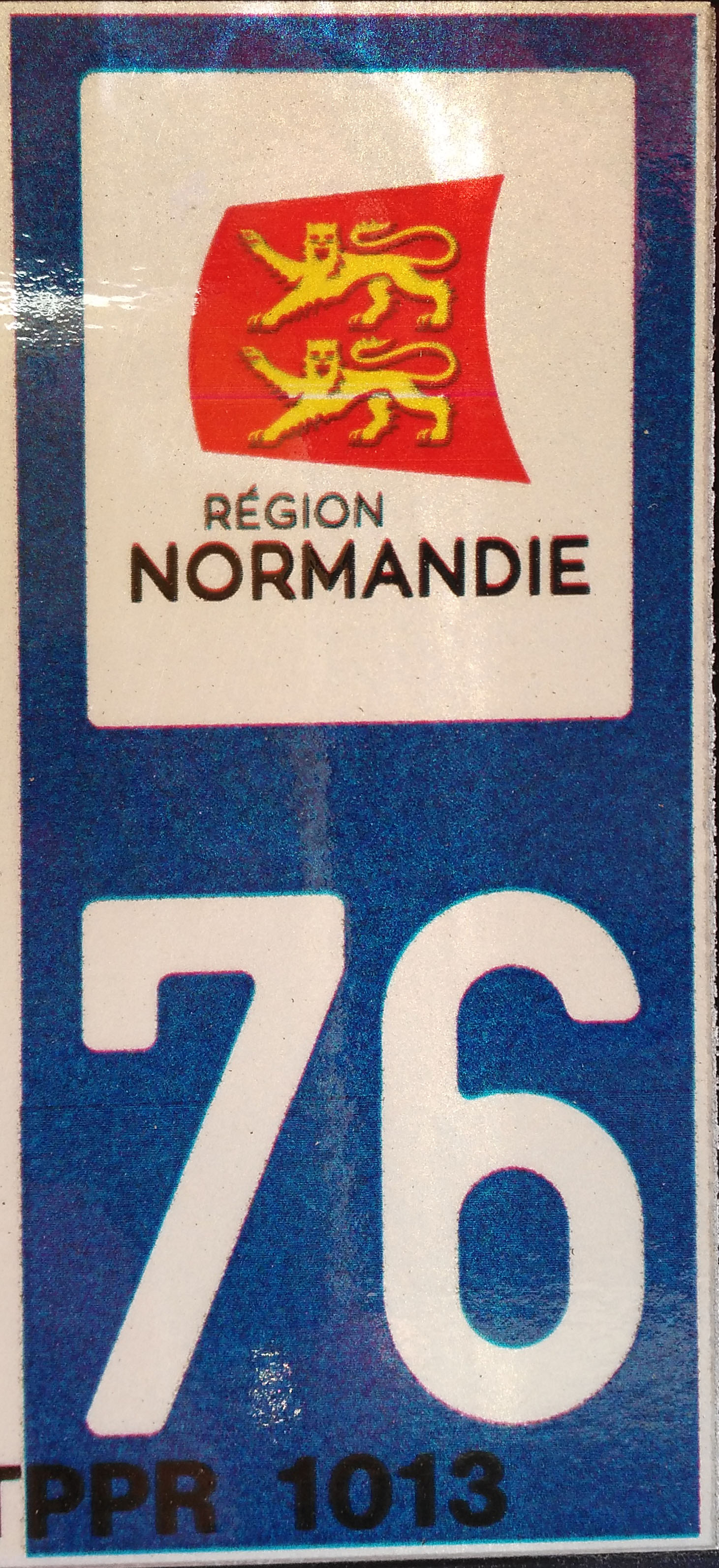
Logotip de la regió Normandia i codi del Sena Marítim.
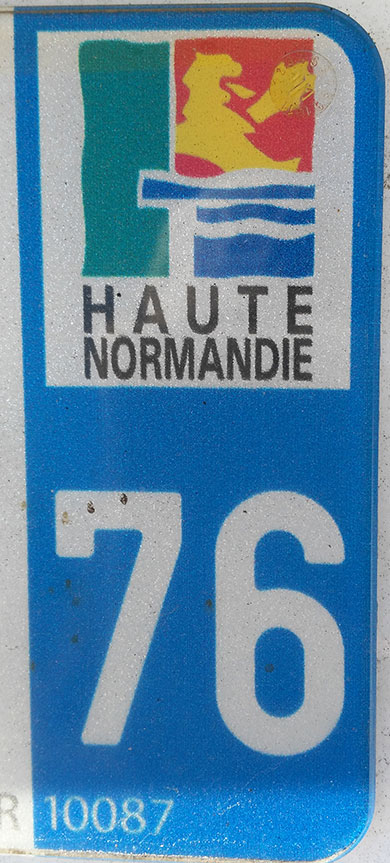
Logotip de l'antiga Alta Normandia i codi del Sena Marítim.
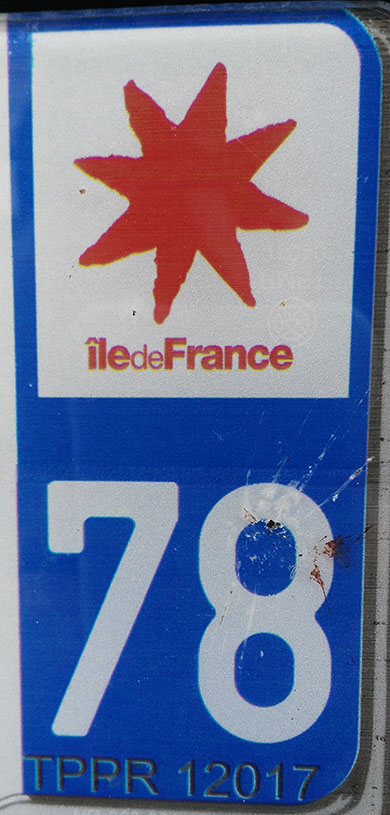
Logotip de la regió Illa de França i codi d'Yvelines.
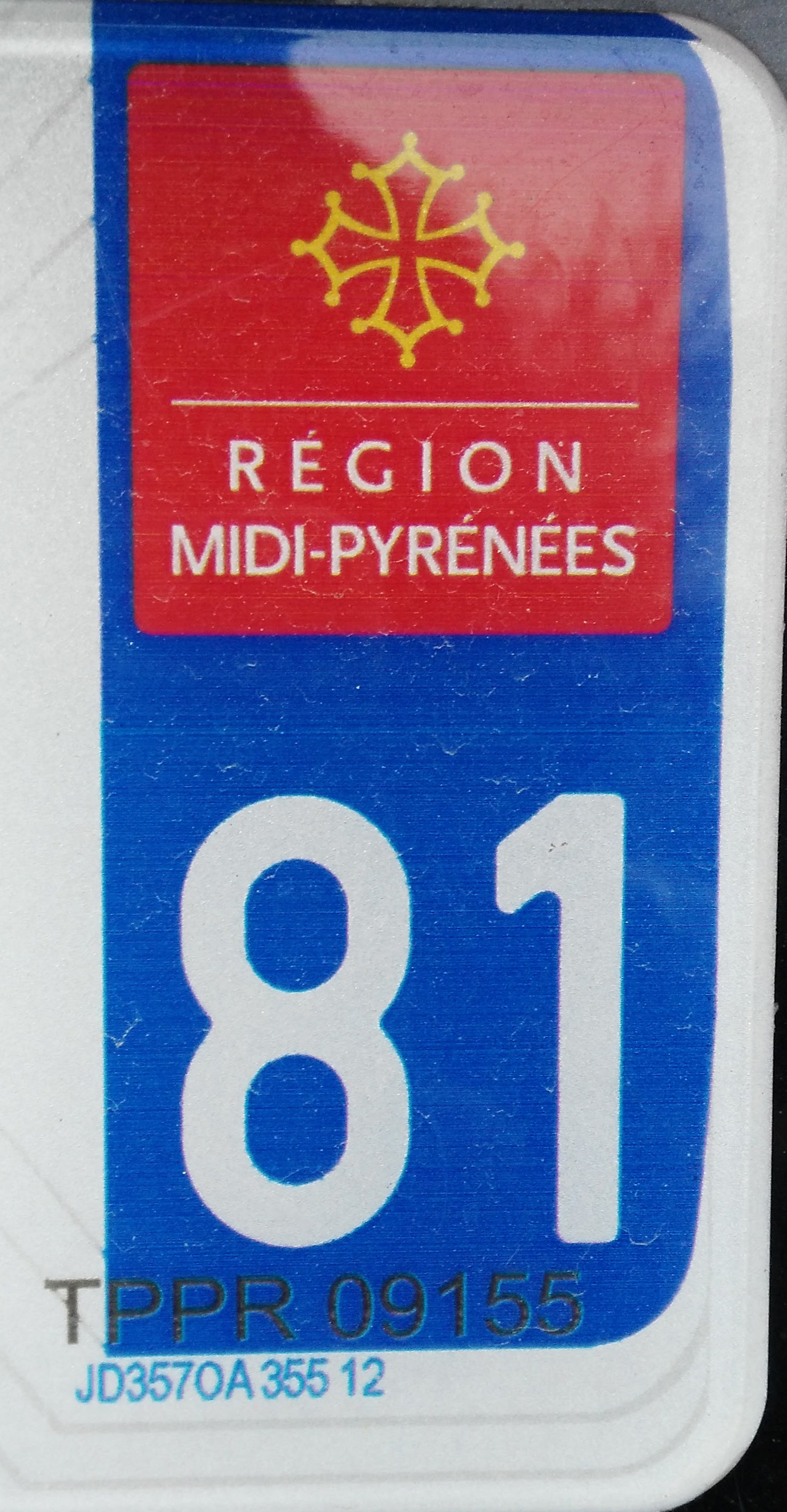
Logotip de l'antiga regió Migdia-Pirineus i codi de Tarn.
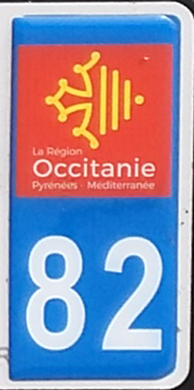
Logotip de la regió d'Occitània i codi de Tarn i Garona.
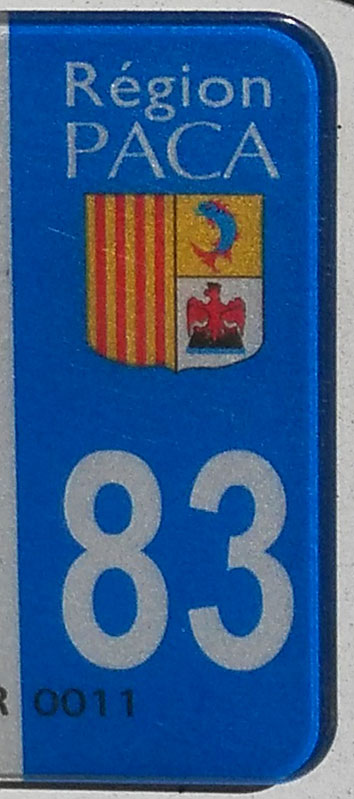
Logotip de l'antiga regió Provença – Alps – Costa Blava i codi de Var.
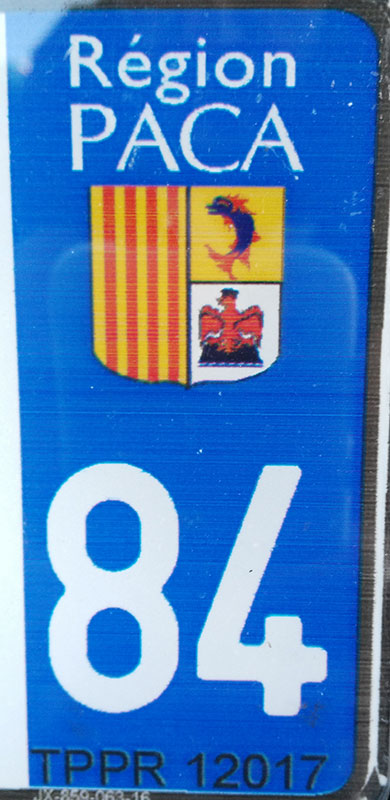
Logotip de l'antiga regió Provença – Alps – Costa Blava i codi de Valclusa.
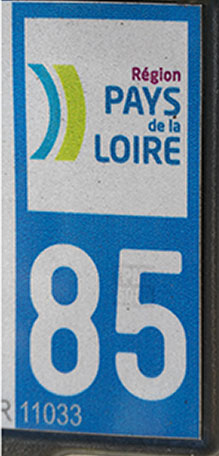
Logotip de l'antiga regió País del Loira i codi de la Vendée.
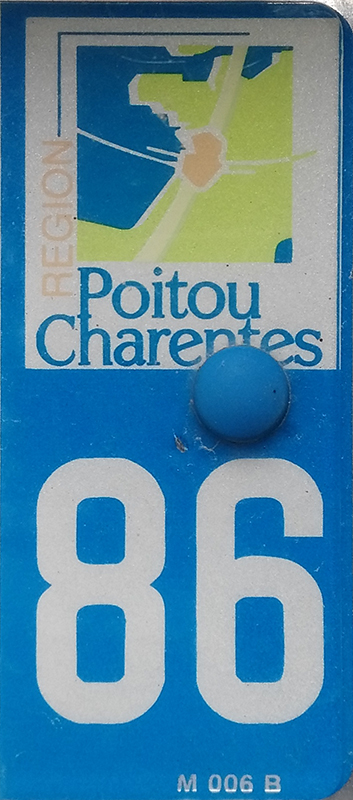
Logotip de l'antiga regió Poitou-Charentes i codi de Viena.
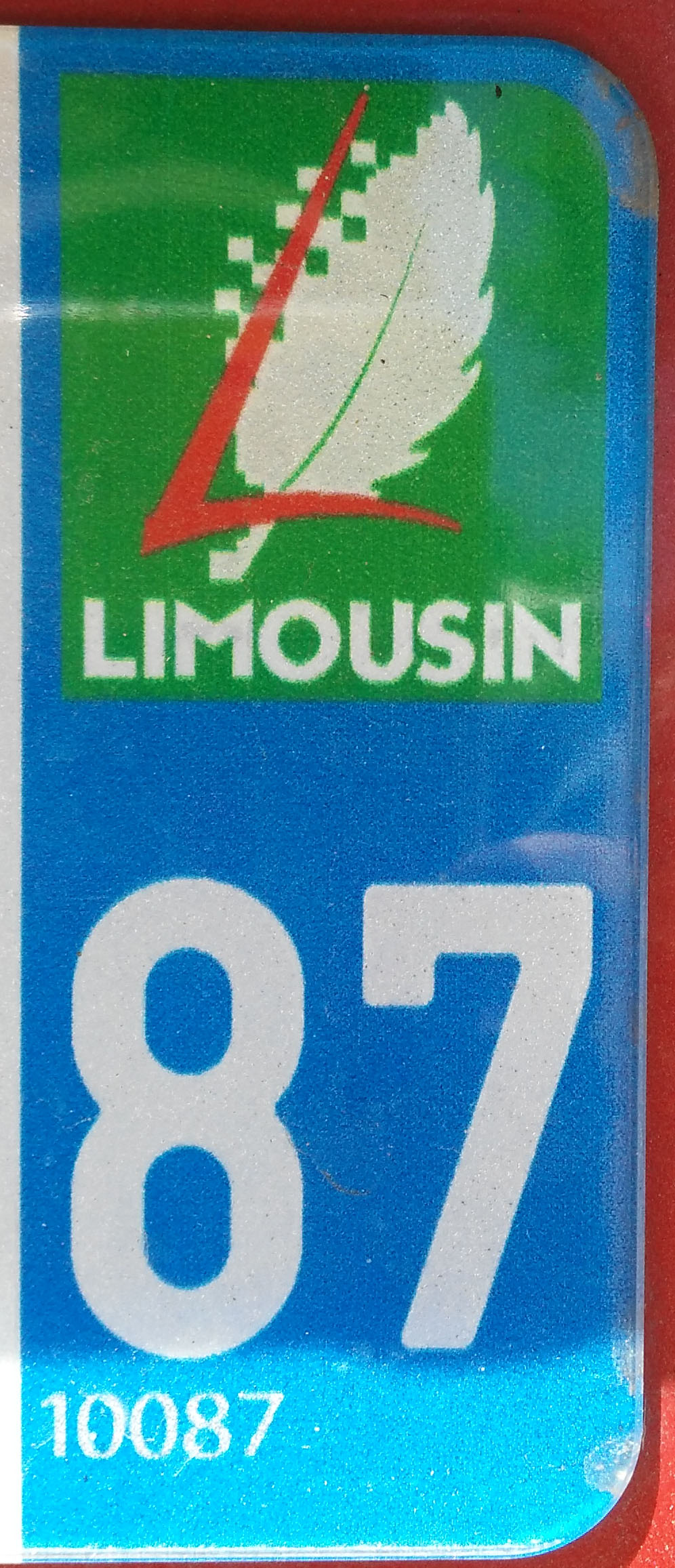
Logotip de l'antiga regió Llemosí i codi de l'Alta Viena.
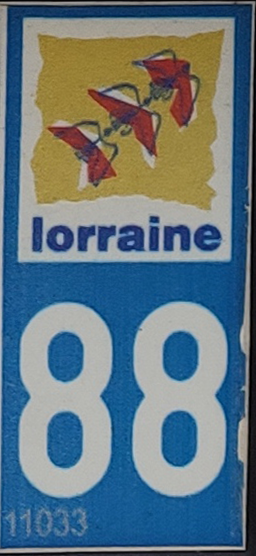
Logotip de l'antiga regió de Lorena i codi dels Vosges.
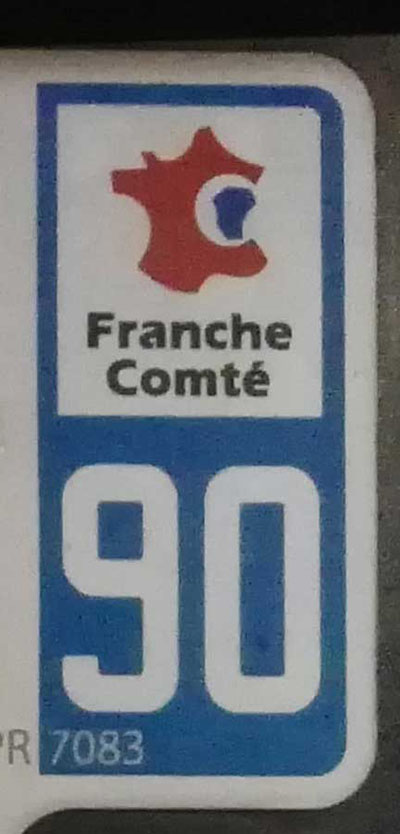
Logotip de l'antiga regió Franc Comtat i codi del Territori de Belfort.
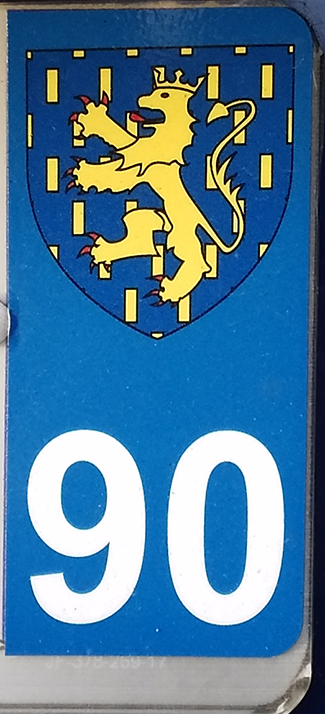
Escut del Franc Comtat i codi del Territori de Belfort.
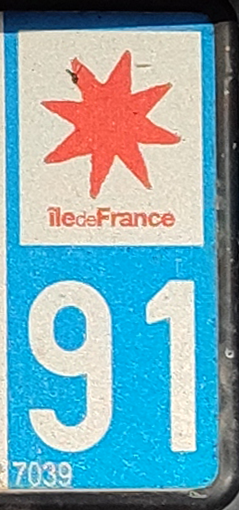
Logotip de la regió Illa de França i codi d'Essonne.
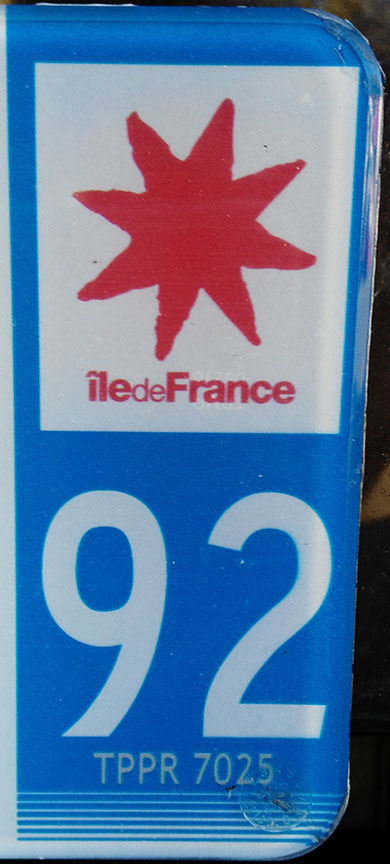
Logotip de la regió Illa de França i codi dels Alts del Sena.
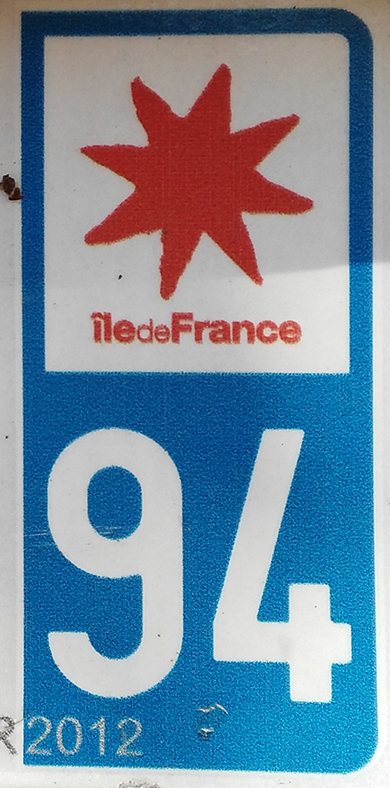
Logotip de la regió Illa de França i codi de Val-de-Marne.
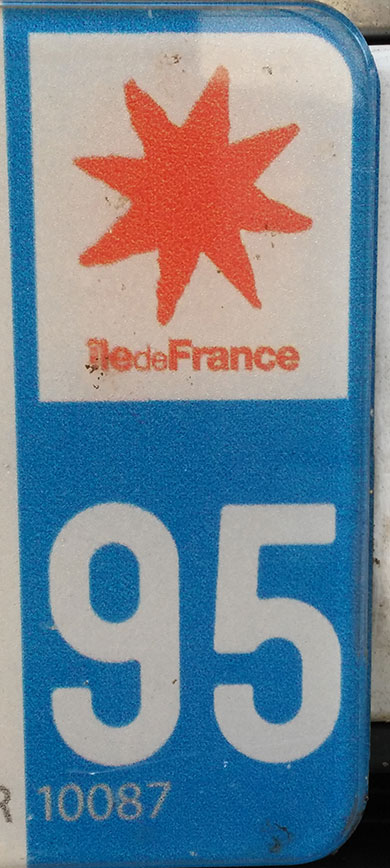
Logotip de la regió Illa de França i codi de la Val-d'Oise.
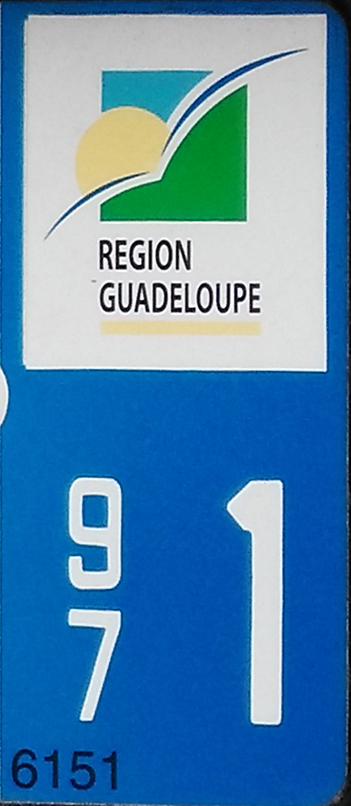
Logotip de la regió d'ultramar de Guadalupe i el seu codi.
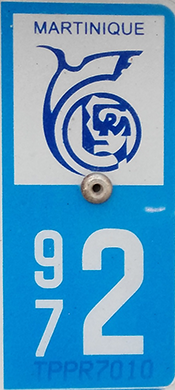
Logotip de la regió d'ultramar de Martinica i el seu codi.
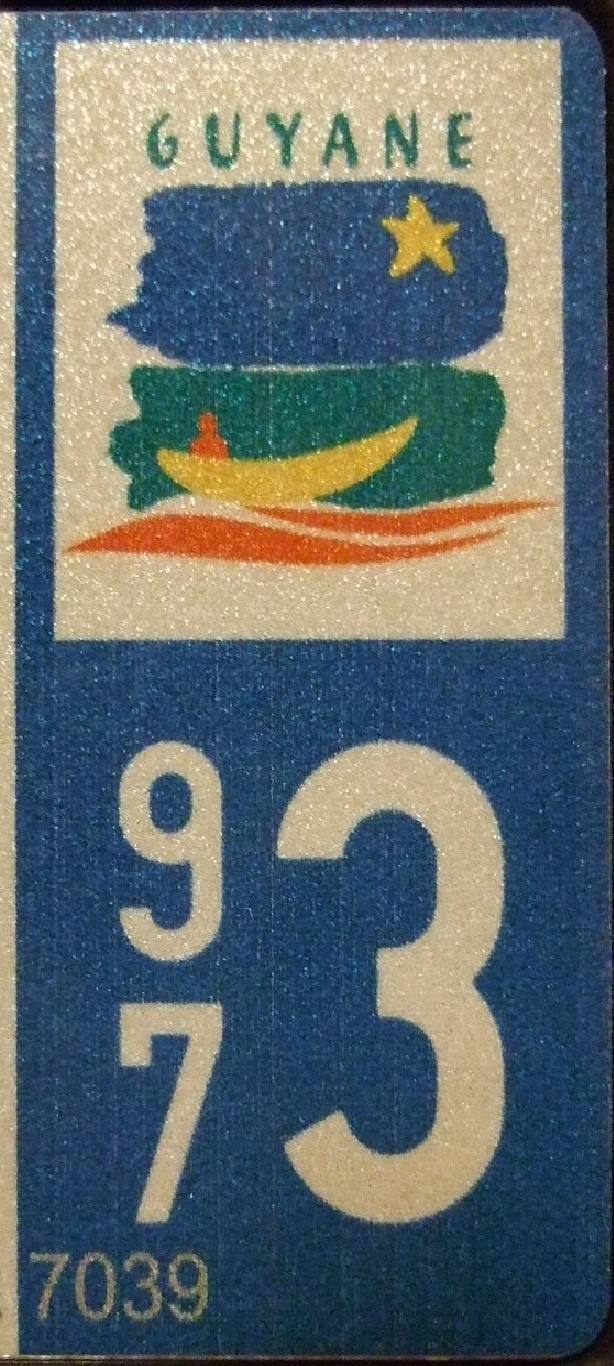
Logotip de la regió d'ultramar de la Guaiana Francesa i el seu codi.
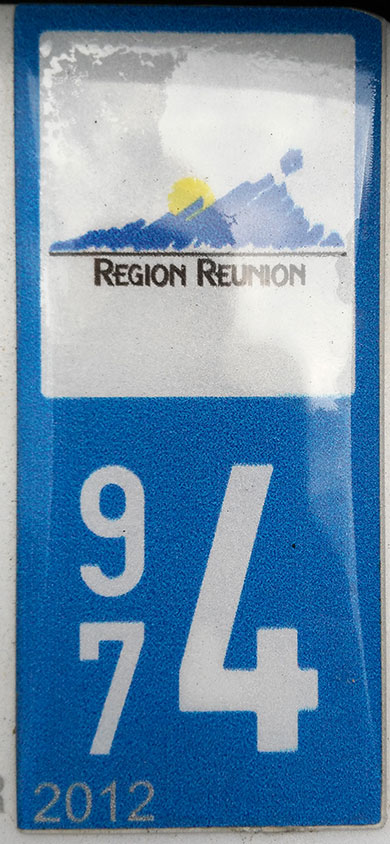
Logotip de la regió d'ultramar de l'Reunió i el seu codi.

## Altres tipus

### Ciclomotors
Els ciclomotors portaven obligatòriament una placa del darrere, normalment de forma quadrada, des del 2004 fins a l'any 2015, quan la sèrie va ser suprimida, amb una sèrie formada per un màxim de dues lletres, tres xifres i una lletra (per exemple, A(B) -123-A). Els colors del fons i dels caràcters eren els mateixos que els dels automòbils.

### Motocicletes
Les motocicletes de més de 50 cc. porten el mateix tipus de matrícula, tant per la combinació utilitzada com pel colors de fons i caràcters, que els automòbils.

### Diplomàtiques
Els vehicles diplomàtics utilitzen una matrícula de fons verd amb els caràcters de color carabassa. Aquest sistema es va iniciar el 1965 i inclou una combinació de caràcters formada per:
- Un grup de xifres indicatiu de l'ambaixada o organització internacional,
- Un grup de lletres designant l'estatus del diplomàtic (CMD=Cap de Missió Diplomàtica, CD=Membre del Cos Diplomàtic, C=Cònsol o K=Personal de l'Ambaixada),
- I un número de sèrie.

### Provisionals
Les matrícules provisionals de vehicles i garatges comencen respectivament per les combinacions de lletres "WW", seguides dels tres dígits i les dues lletres les combinacions d'automòbils normals. El fons de la placa i els caràcters són també del mateix color.

### Temporals
Les matrícules temporals són de color vermell amb caràcters blancs i segueixen el mateix sistema implantat el 2009 però porta afegida la data, la xifra del mes i l'any, en que expira la matrícula en dues línies al costat dret de la placa.